# عقد 1980
عقد 1980 أو الثمانينيات هو عقد من التقويم الميلادي بدأ في 1 يناير عام 1980، وانتهى في 31 ديسمبر عام 1989.

## لمحة عامة
كان هناك تغيير اجتماعي اقتصادي كبير في هذا العقد من الزمان بسبب التقدم التكنولوجي والابتعاد في جميع أنحاء العالم عن الاقتصادات المخططة والتوجه نحو الرأسمالية.
مع زيادة التفكك الاقتصادي في العالم المتقدم، انتقلت العديد من الشركات متعددة الجنسيات المرتبطة بسوق التصنيع إلى تايلاند والمكسيك وكوريا الجنوبية وتايوان والصين. شهدت اليابان وألمانيا الغربية نموًا اقتصاديًا كبيرًا خلال هذا العقد. أصبح وباء الإيدز معترفًا به في الثمانينات، ومنذ ذلك الحين قتل ما يقدر بنحو 39 مليون شخص (حتى عام 2013). وأصبحت ظاهرة الاحتباس الحراري معروفة للأوساط العلمية والسياسية في الثمانينيات.
اقتربت المملكة المتحدة والولايات المتحدة في سياساتها الاقتصادية إلى جانب العرض، حيث بدأت في زعزعة الاستقرار العالمي للتجارة الدولية وازدادت قوة هذه السياسات في العقد التالي لأن سقوط الاتحاد السوفيتي جعل السياسة الاقتصادية اليمينية أكثر قوة.
بدأ العقد الأخير من الحرب الباردة باستمرار المواجهات بين الولايات المتحدة والاتحاد السوفيتي إلى حد كبير دون أي انقطاع. تصاعدت التوترات بين القوى العظمى بسرعة حيث ألغى الرئيس ريغان سياسة الانفراج أو الاسترخاء أو تقليل العداء واعتمد موقفًا جديدًا أكثر عدوانية تجاه الاتحاد السوفيتي. اقترب العالم بشكل خطير من الحرب النووية لأول مرة منذ أزمة الصواريخ الكوبية قبل عشرين عامًا من تلك الفترة، خفت التوترات في النصف الثاني من العقد بين القوى العظمى وانهارت الشيوعية السوفيتية انهيارًا تامًا.
واجهت البلدان النامية في جميع أنحاء العالم صعوبات اقتصادية واجتماعية لأنها عانت من أزمات ديون متعددة في الثمانينات، مما دفع العديد من هذه البلدان إلى التقدم بطلب للحصول على مساعدة مالية من صندوق النقد الدولي والبنك الدولي. شهدت إثيوبيا مجاعة واسعة النطاق في منتصف الثمانينيات من القرن الماضي في ظل حكم منغستو هايل مريم الفاسد، واضطر البلاد إلى الاعتماد على المساعدات الأجنبية لتوفير الغذاء لسكانها والجهود العالمية الرامية إلى معالجة وجمع الأموال لمساعدة الإثيوبيين، مثل حفل المساعدات «لايف أيد» في عام 1985.
كان هناك سخط جماهيري وعنف في منطقة الشرق الأوسط، بما في ذلك الحرب العراقية الإيرانية، والحرب السوفيتية الأفغانية، وحرب لبنان 1982، وحرب ناغورنو كاراباخ، وقصف ليبيا عام 1986، والانتفاضة الفلسطينية الأولى في قطاع غزة والضفة الغربية. أصبحت الإسلاموية قوة سياسية قوية في الثمانينيات ونشأت العديد من المنظمات الإرهابية، بما في ذلك تنظيم القاعدة.
بحلول عام 1986، استعادت الأفكار القومية قوتها في الكتلة الشرقية، وأدت الرغبة في الديمقراطية في الدول الاشتراكية إلى جانب الركود الاقتصادي إلى ظهور مفهومي الغلاسنوست (الشفافية والانفتاح) والبيريسترويكا (إصلاح) لميخائيل جورباتشوف، مما أضعف قوة الحزب الشيوعي، وأضفى الشرعية على المعارضة ومعاقبة أشكال محدودة من الرأسمالية كالمشاريع المشتركة مع الشركات الغربية. بعد التوتر الأخير، تحسنت العلاقات بين الشرق والغرب بشكل ملحوظ بحلول عام 1988، وقلت رغبة الاتحاد السوفيتي في الدفاع عن حكوماته في الدول التابعة له.
ومع حلول عام 1989 بدأت الشعوب تنتفض ساعية للإطاحة أو بمحاولة الإطاحة بعدد من الحكومات الشيوعية، كما هو الحال في المجر، واحتجاجات ميدان تيانانمن عام 1989 في الصين، والثورة المخملية التشيكوسلوفاكية، ونظام إريش هونيكر في ألمانيا الشرقية، وحكومة بولندا المدعومة من الاتحاد السوفيتي، والإطاحة العنيفة بنظام نيكولاي تشاوشيسكو في رومانيا. يشير سقوط جدار برلين الذي يبلغ طوله 155 كم، في نهاية العقد، إلى تحول جيوسياسي زلزالي. انتهت الحرب الباردة في أوائل تسعينيات القرن الماضي بنجاح إعادة توحيد ألمانيا وسقوط الاتحاد السوفيتي بعد انقلاب أغسطس في الاتحاد السوفيتي عام 1991.
شهدت الثمانينات تطورات كبيرة في التقنية الوراثية والرقمية. بعد سنوات من التجارب على الحيوانات منذ عام 1985، حدث أول تعديل وراثي لعشرة أشخاص بالغين في مايو 1989، وهي تجربة لوضع علامات الجينات والتي أدت إلى أول تطبيق حقيقي للعلاج الجيني في سبتمبر 1990. تم إنشاء أول «أطفال مصممون»، وهم زوج من التوائم في المختبر في أواخر عام 1989، ولدوا في يوليو 1990 بعد اختيار جنسهم عن طريق تكنولوجيا الإنجاب المثيرة للجدل «التشخيص الوراثي المسبق». أُجريت عملية الحمل بطريقة تأجير الرحم لأول مرة في عام 1985 مع الولادة الأولى في عام 1986، مما مكّن المرأة من أن تصبح أمًا بيولوجية دون المرور بمرحلة الحمل لأول مرة في التاريخ.
كانت ثمانينيات القرن العشرين عصرًا للنمو السكاني الهائل في جميع أنحاء العالم، حيث تجاوز سبعينيات وتسعينيات القرن الماضي في النمو، يمكن القول إنه الأكبر في تاريخ البشرية. كان النمو السكاني سريعًا بشكل خاص في عدد من بلدان أفريقيا والشرق الأوسط وجنوب آسيا خلال هذا العقد، حيث بلغت معدلات الولادة ما يقرب 4% سنويًا.
شهدت الثمانينات ظهور الممارسة المستمرة للإجهاض الانتقائي حسب الجنس في الصين والهند لأن تكنولوجيا الموجات فوق الصوتية سمحت للوالدين بالإجهاض الانتقائي للجنين الأنثى.
اشتهرت شبكة الإنترنت العالمية في الأوساط الأكاديمية بحلول النصف الثاني من ثمانينيات القرن العشرين، فضلًا عن العديد من شبكات الكمبيوتر الأخرى ذات الاستخدام الأكاديمي والتجاري مثل يوزنت وفيدونت ونظام النشرات. بحلول عام 1989، كان الإنترنت والشبكات المرتبطة به نظامًا عالميًا به روابط عبر الأقمار الصناعية واسعة النطاق في معظم البلدان الغنية. استنادًا إلى الأعمال السابقة من عام 1980 فصاعدًا، صمم تيم بيرنرز لي مفهوم الشبكة العالمية بحلول عام 1989 وأجرى عروضه الأولى في ديسمبر 1990 و1991. وأصبحت مشاهدة التلفزيون شائعة في العالم الثالث، حيث ازداد عدد أجهزة التلفزيون في الصين والهند زيادة 15 و10 مرة على التوالي.

## قادة بارزون

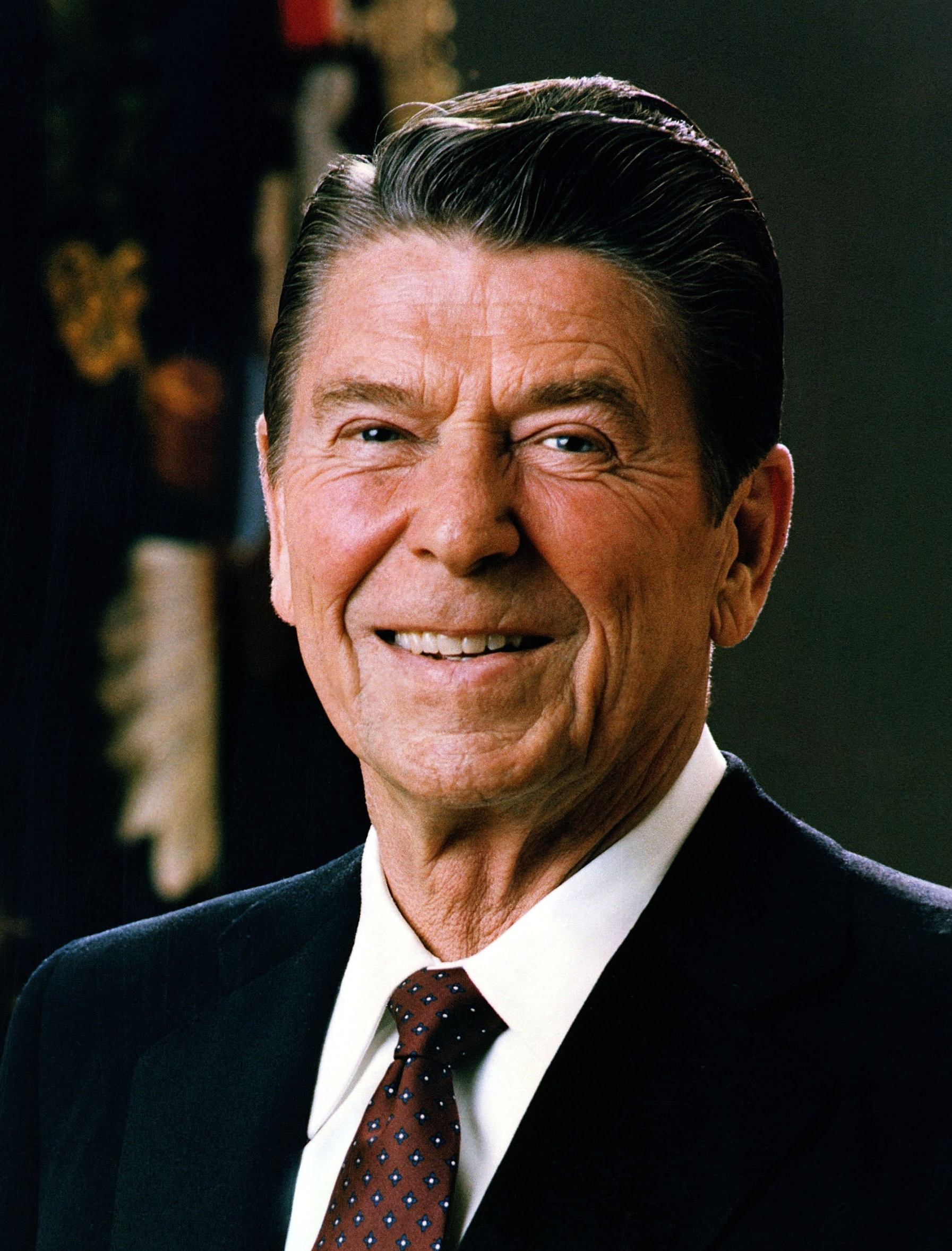
رونالد ريغان
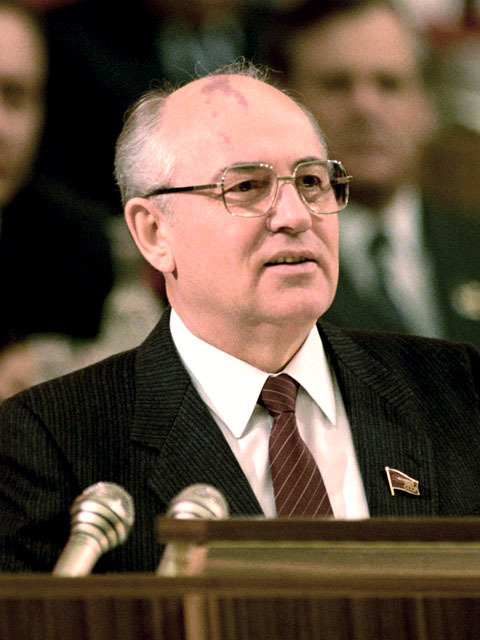
ميخائيل غورباتشوف
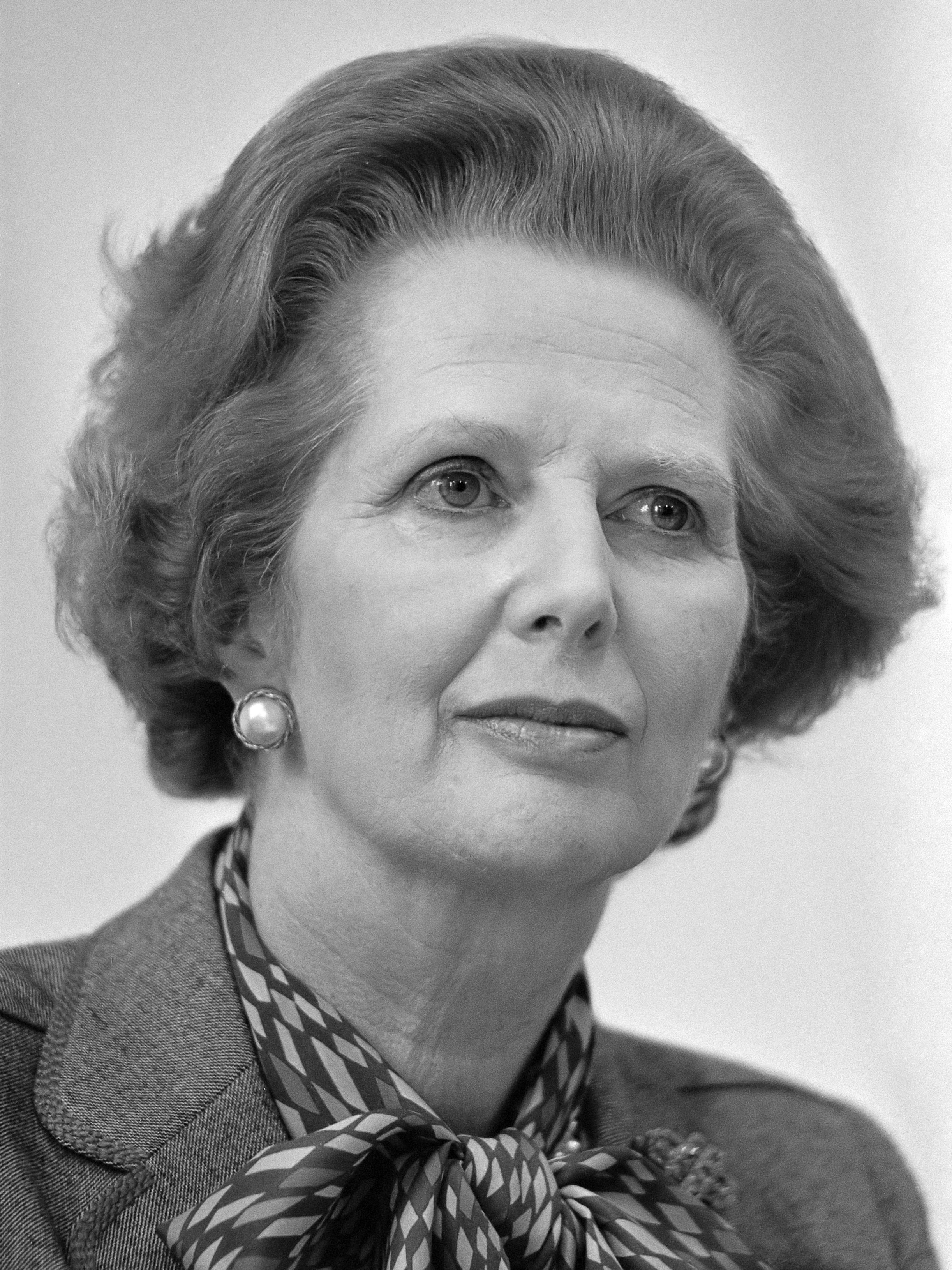
مارغريت ثاتشر
تشن يون
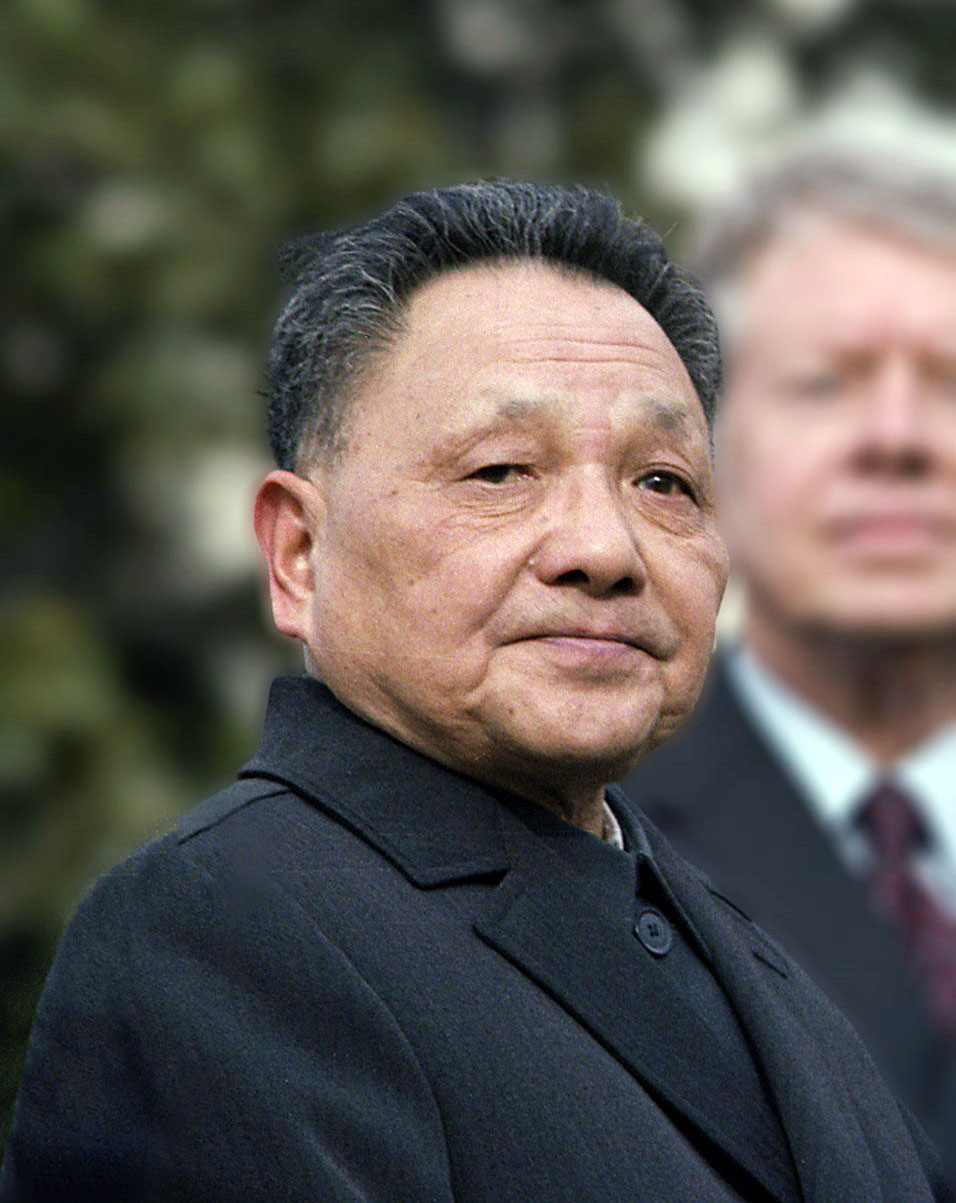
دينج شياو بينج
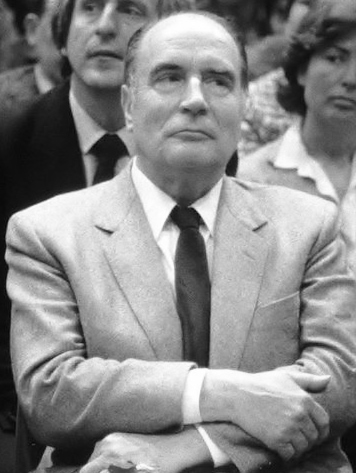
فرنسوا ميتران
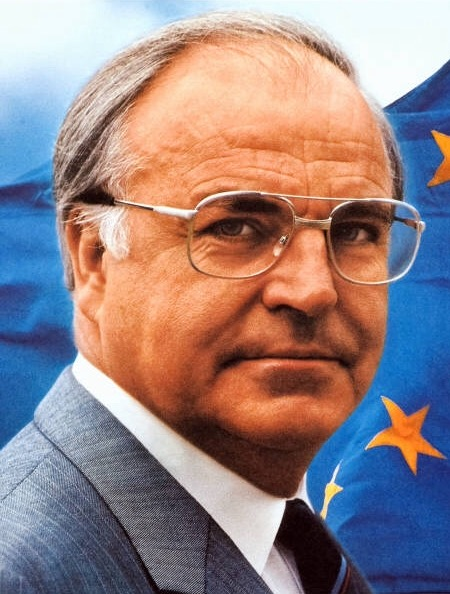
هلموت كول
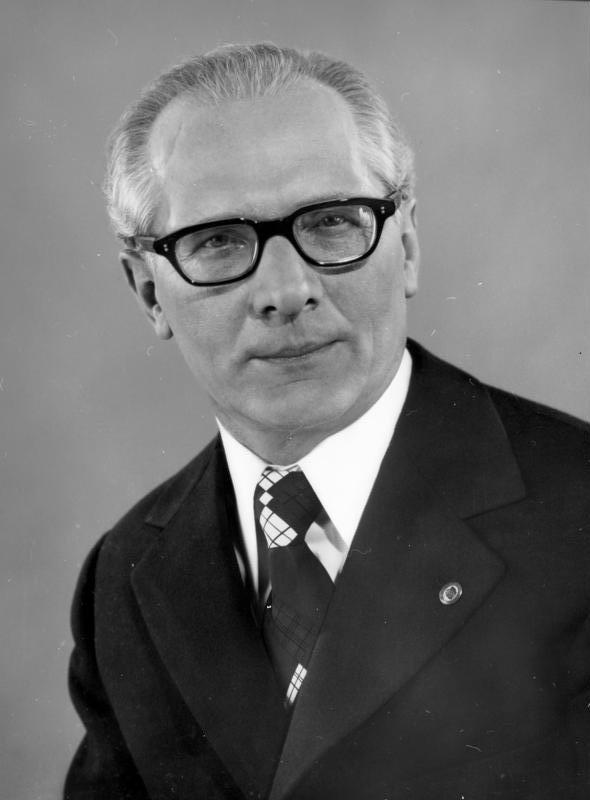
إريش هونيكر
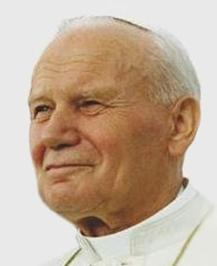
يوحنا بولس الثاني
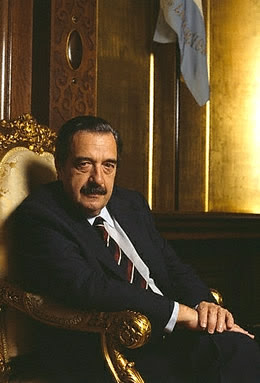
راؤول ألفونسين
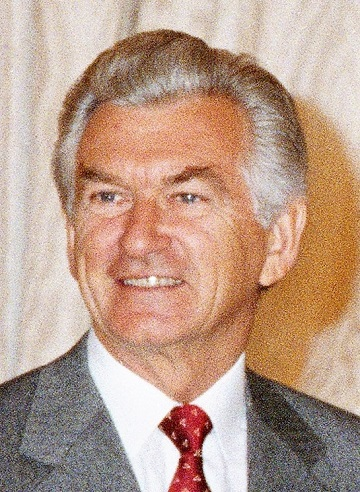
بوب هوك
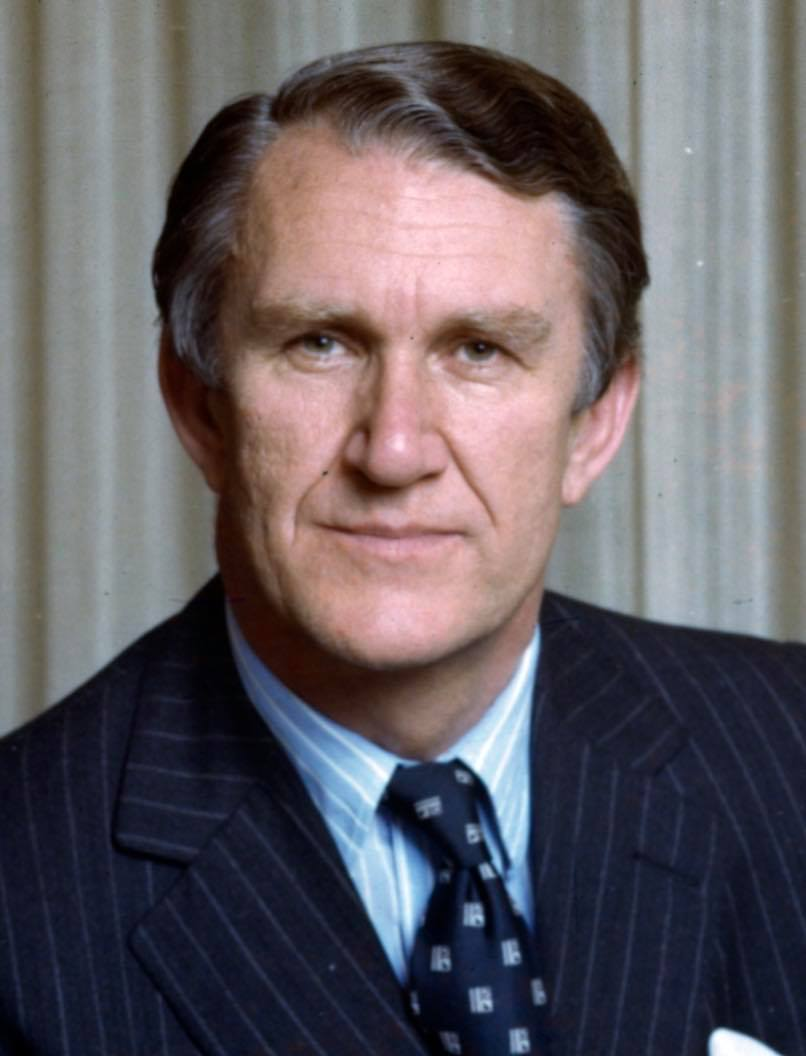
مالكوم فرازير (سياسي)
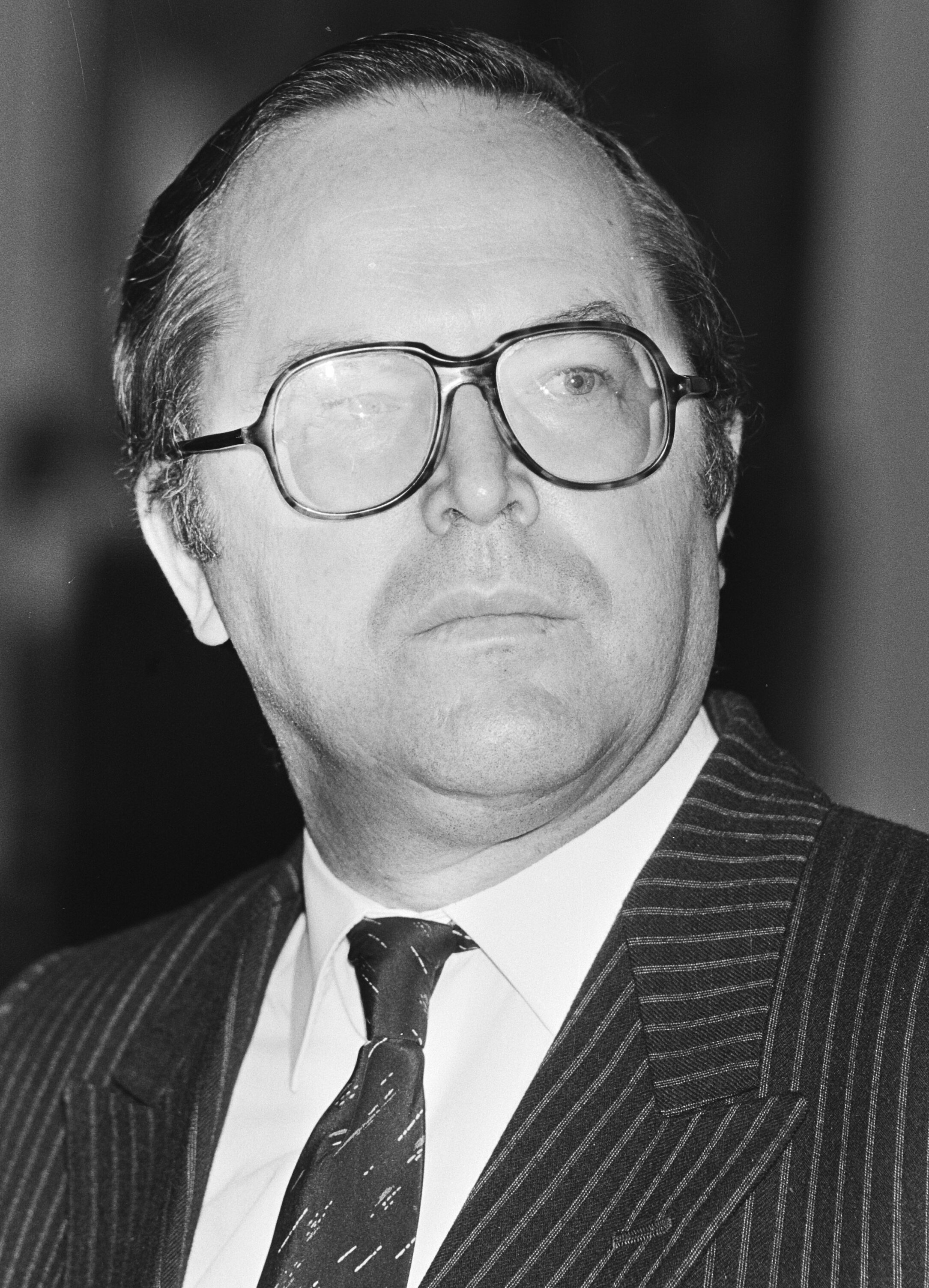
ويلفريد مارتنز
جواو فيغيريدو
مارتن مولروني
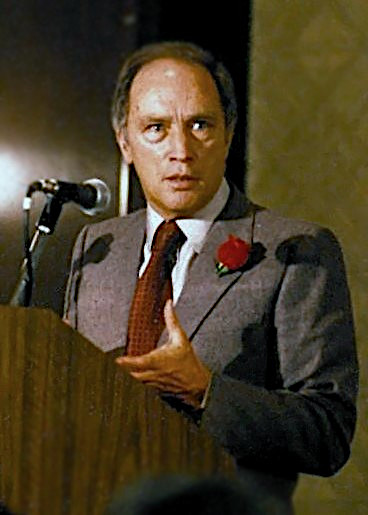
بيير ترودو
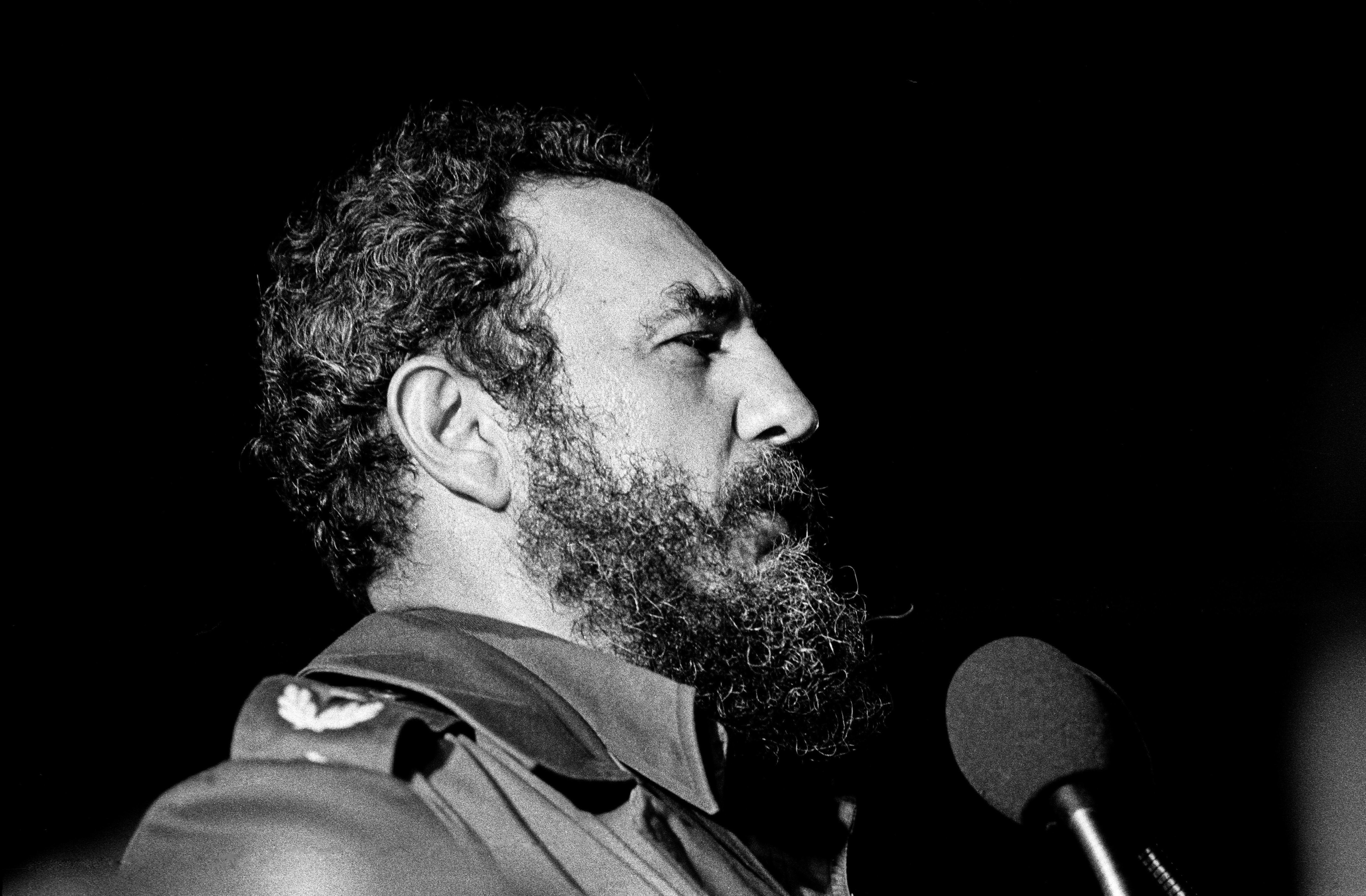
فيدل كاسترو
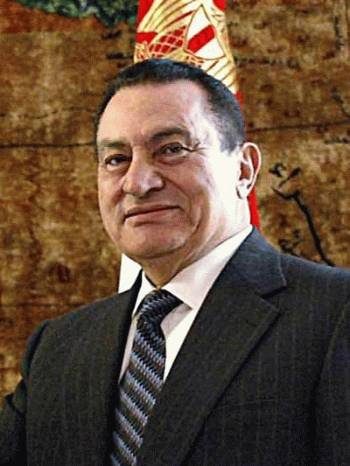
حسني مبارك
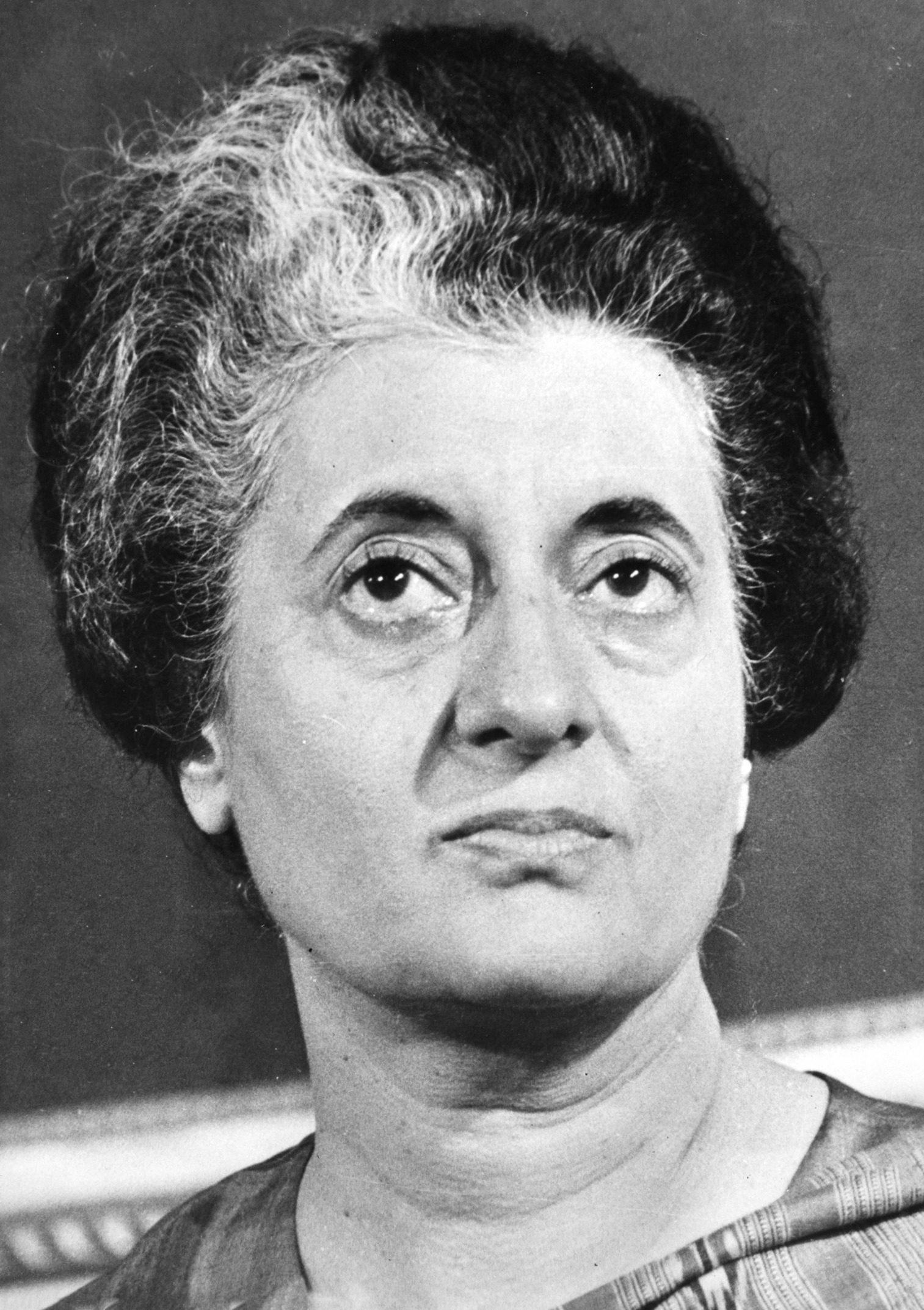
أنديرا غاندي
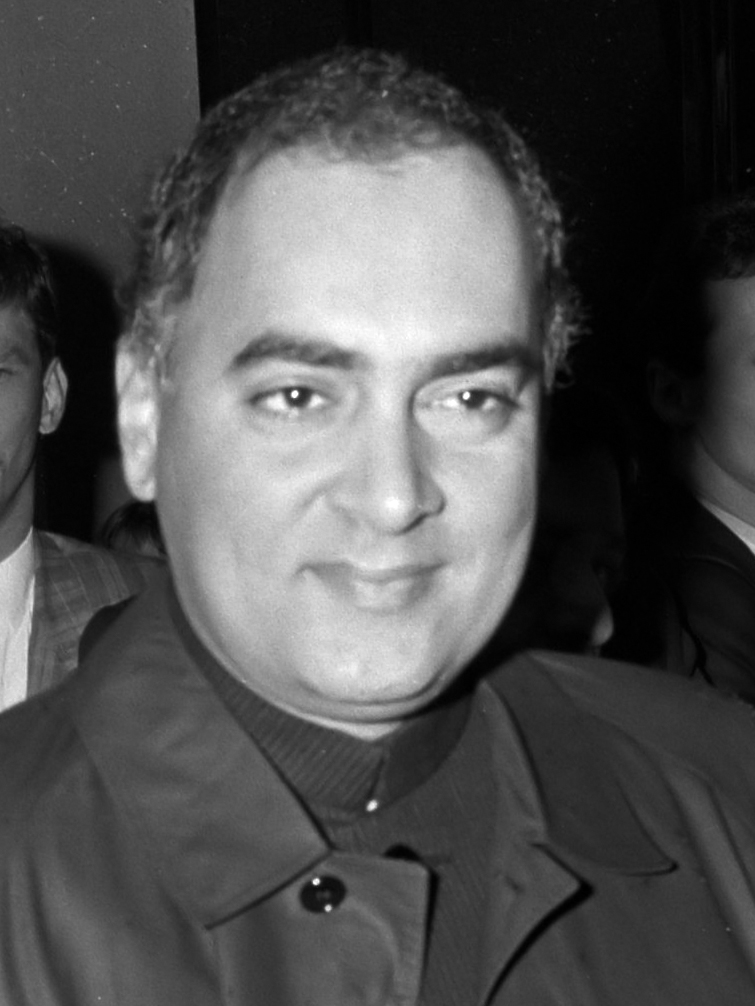
راجيف غاندي
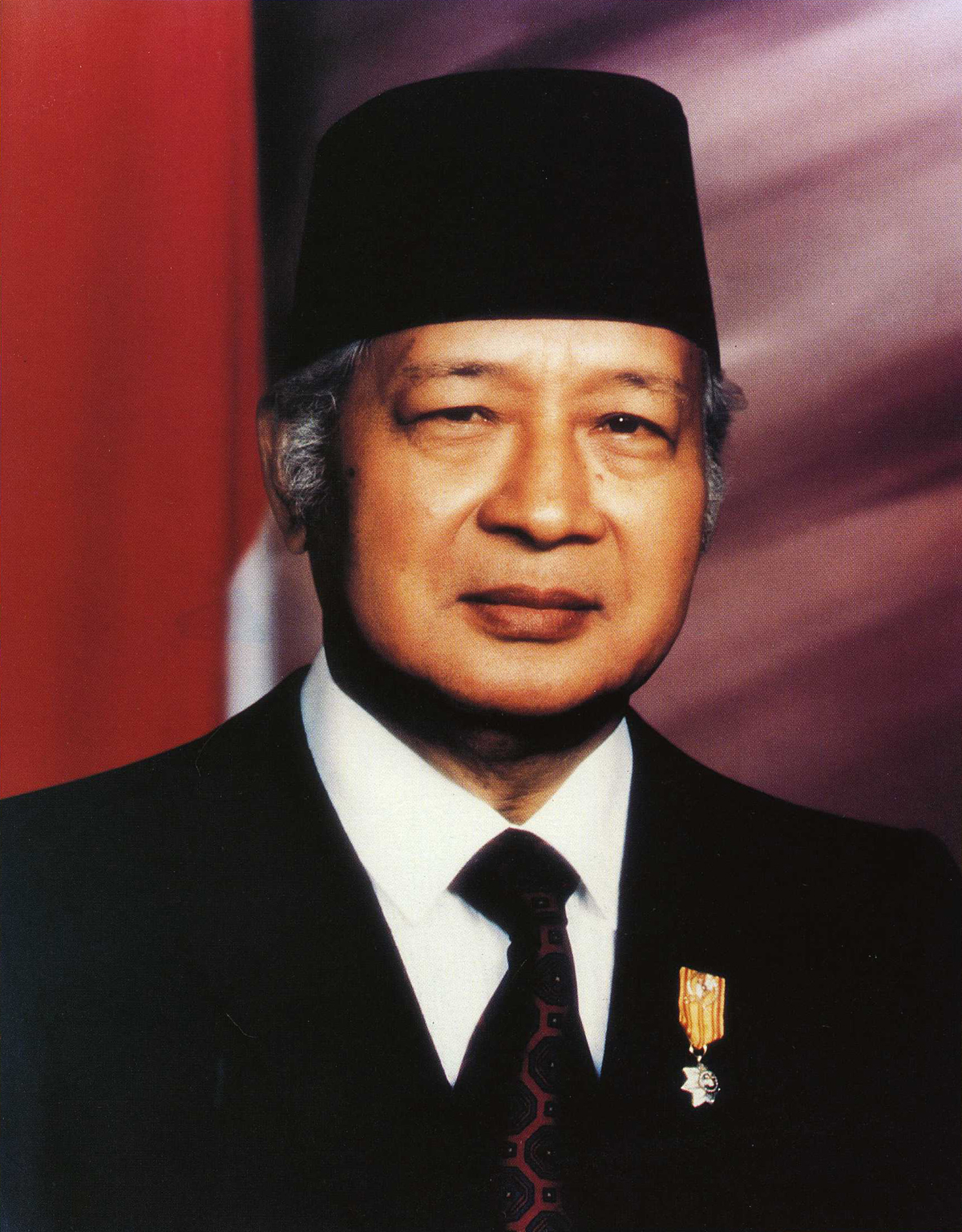
سوهارتو
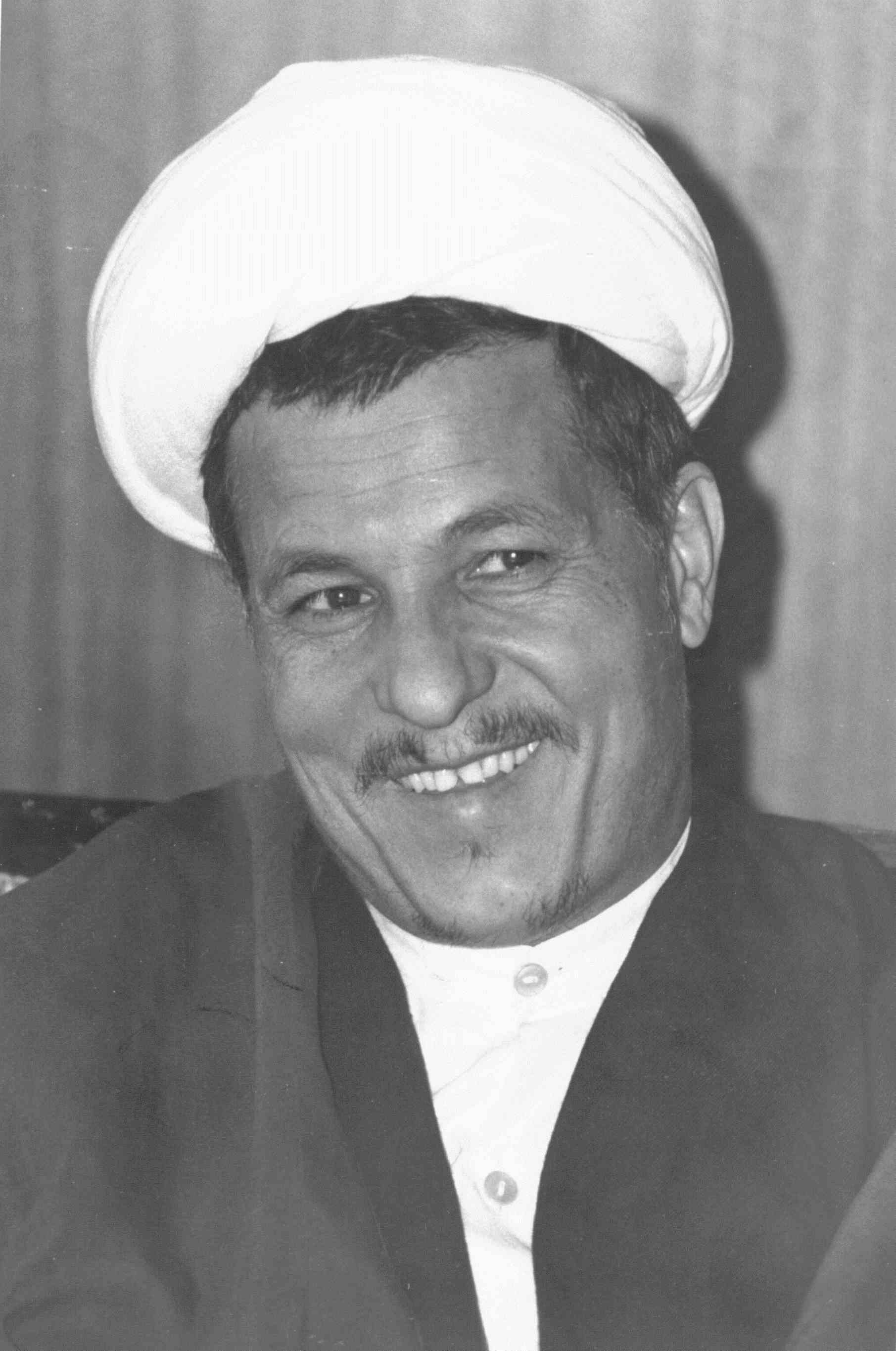
أكبر هاشمي رفسنجاني
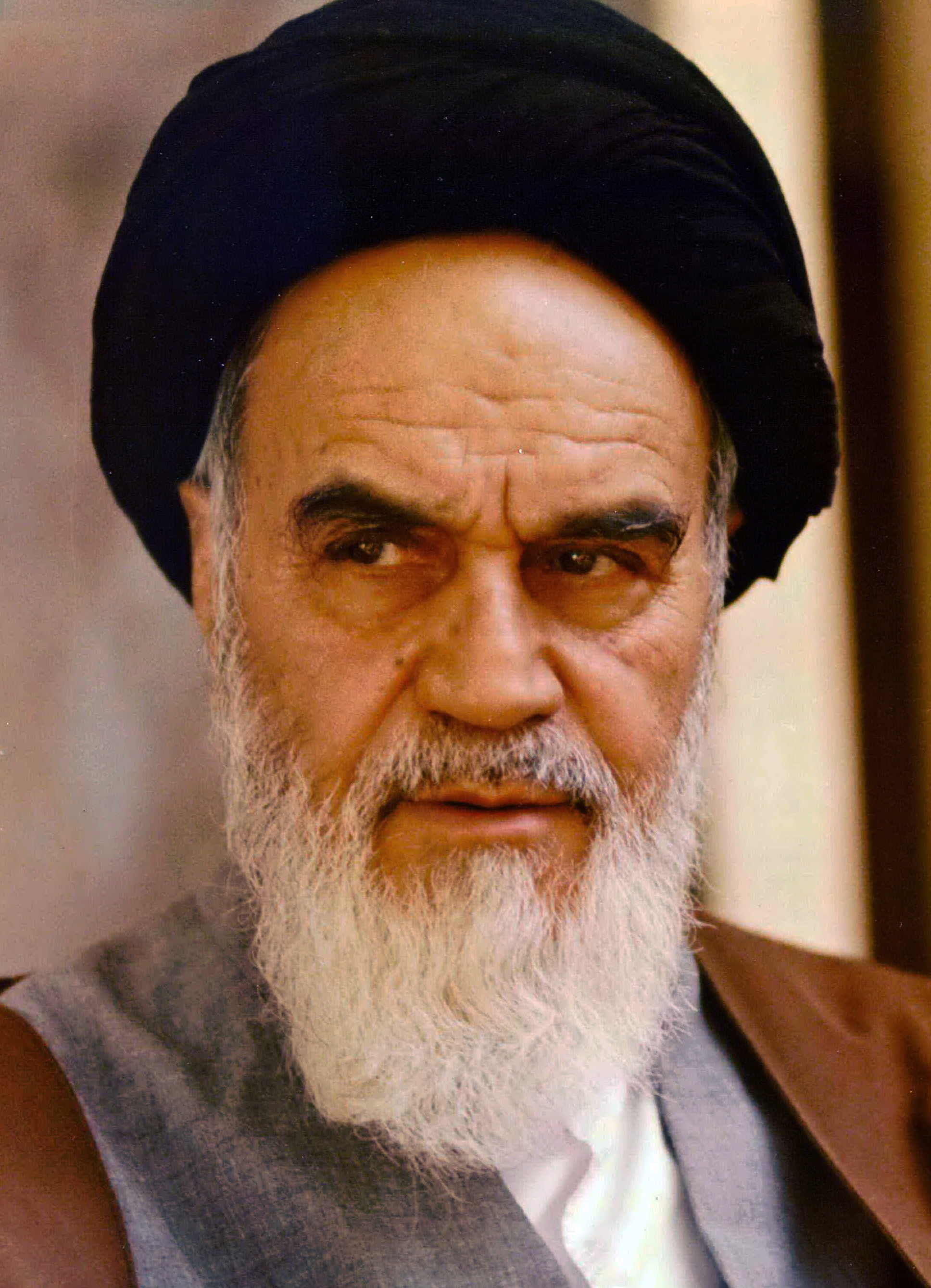
آية الله روح الله الخميني
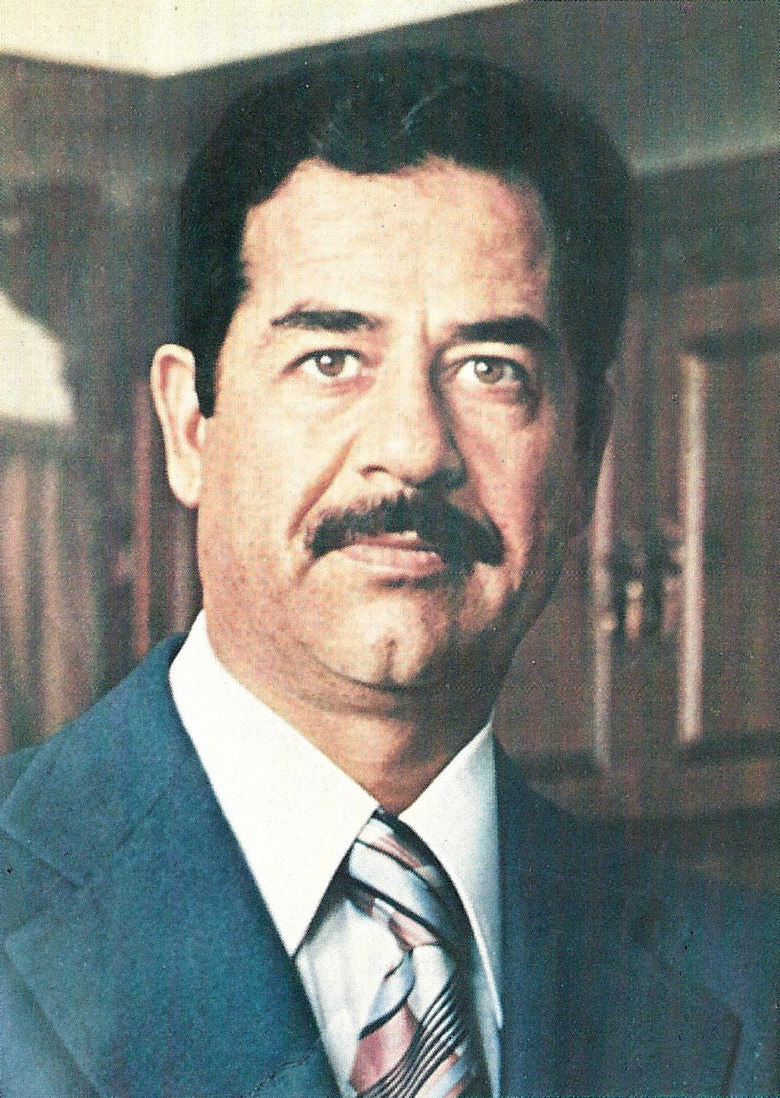
صدام حسين
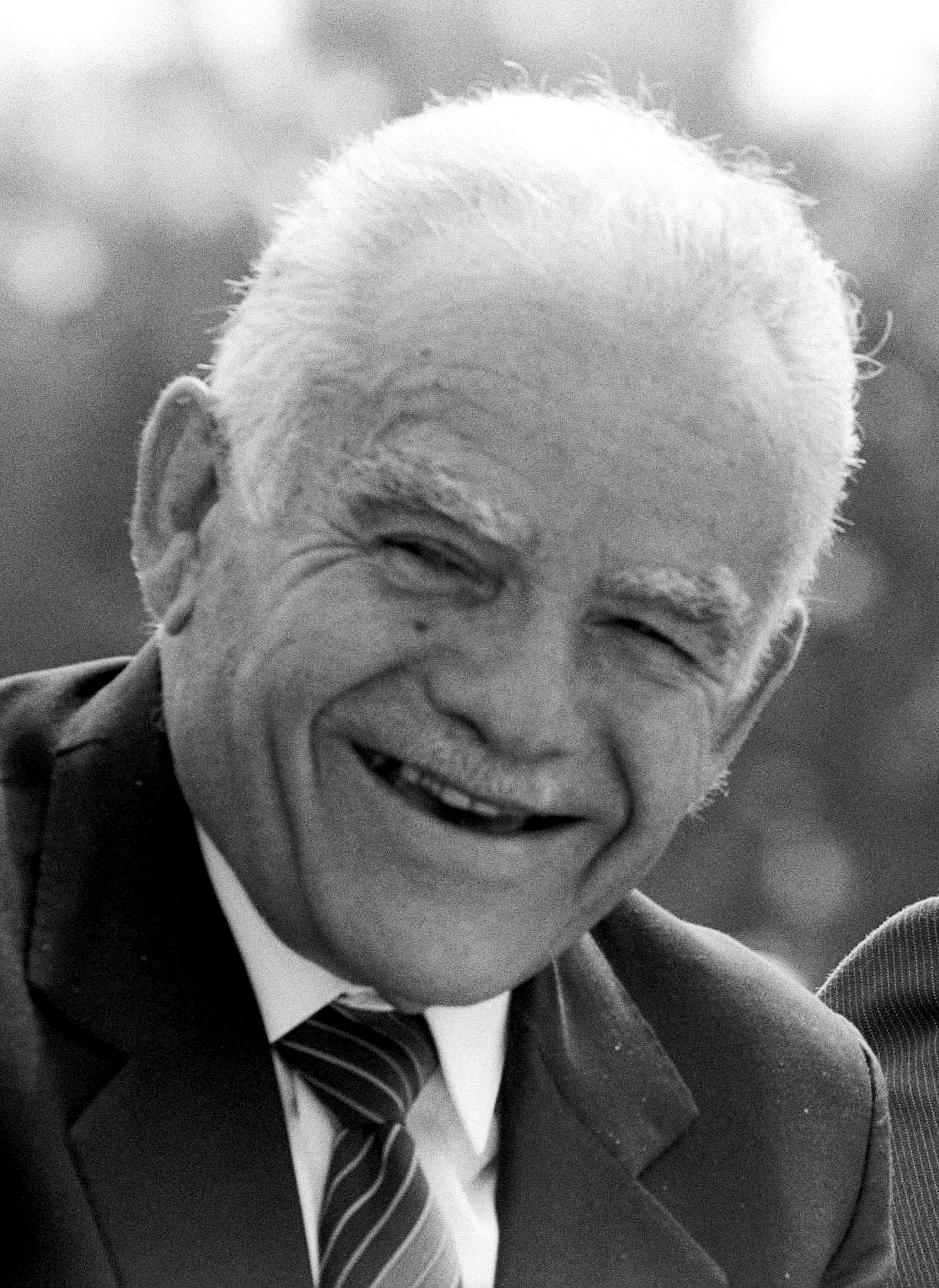
إسحاق شامير
بتينو كراكسي
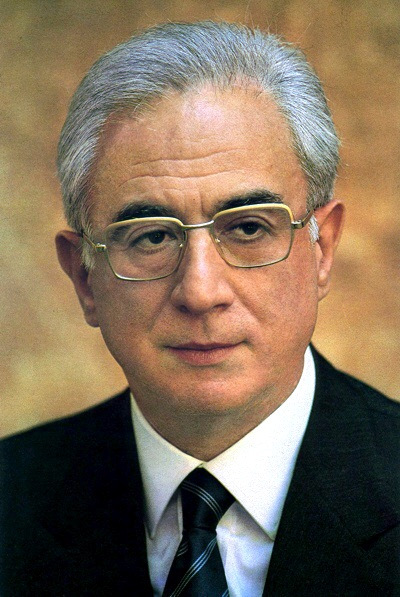
فرانشيسكو كوسيغا
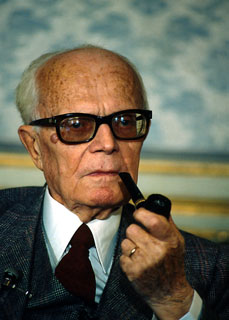
ساندرو برتيني
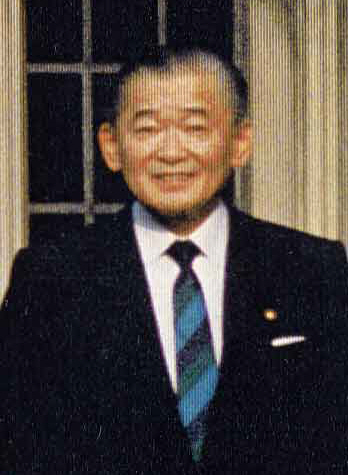
نوبورو تاكه-شيتا
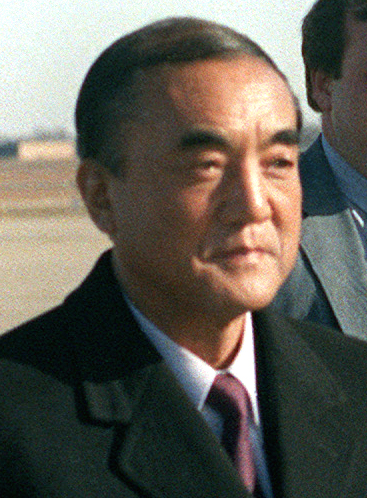
ياسوهيرو ناكاسونه
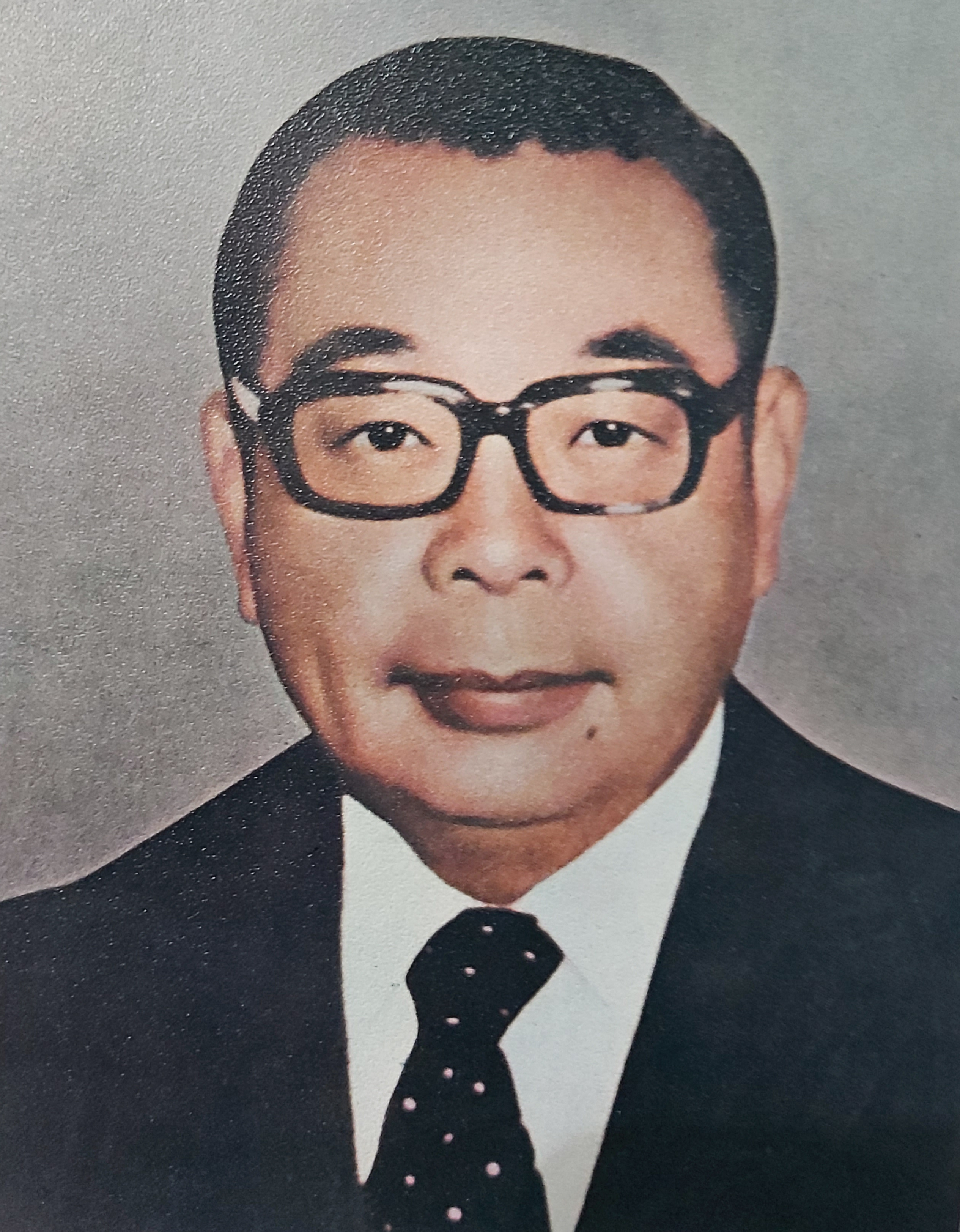
تشيانغ تشينغ كو
كم إل سونغ
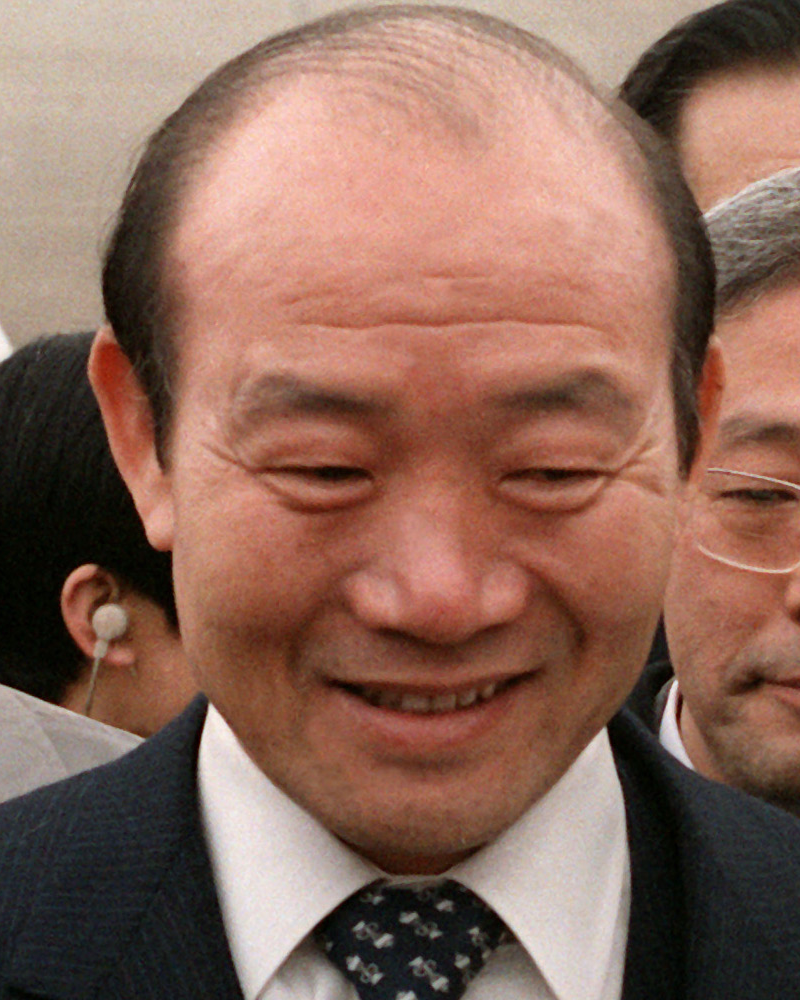
تشون دو هوان
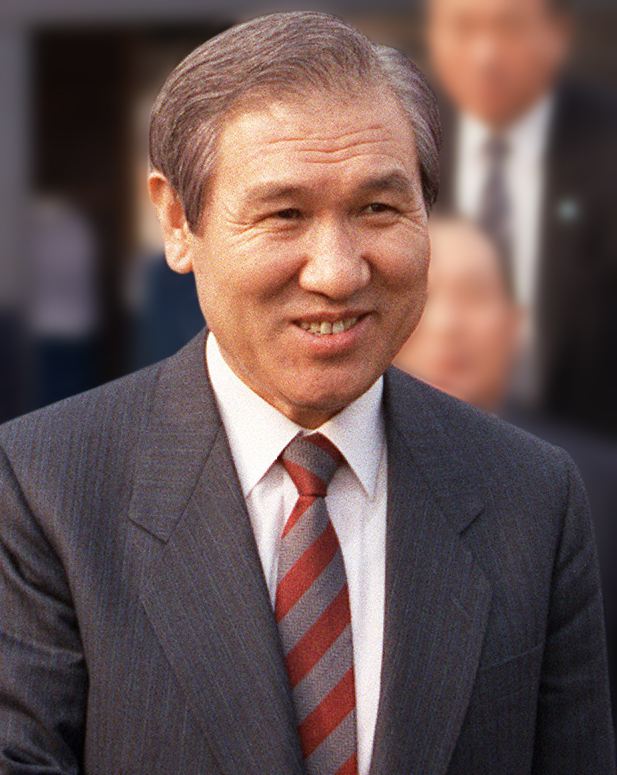
روو تاي وو
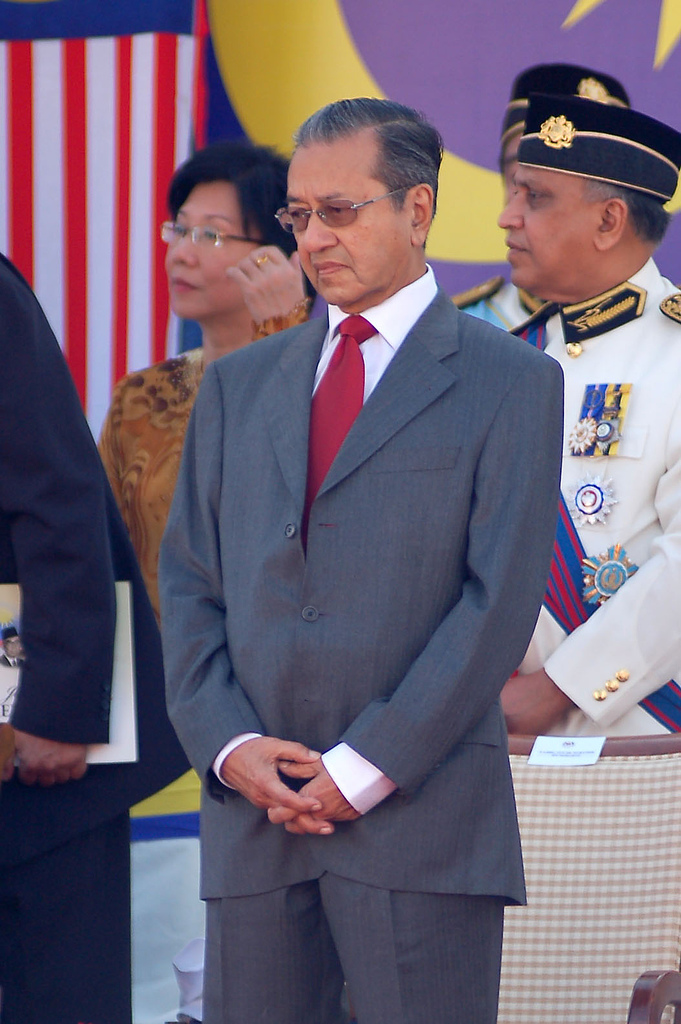
مهاتير محمد
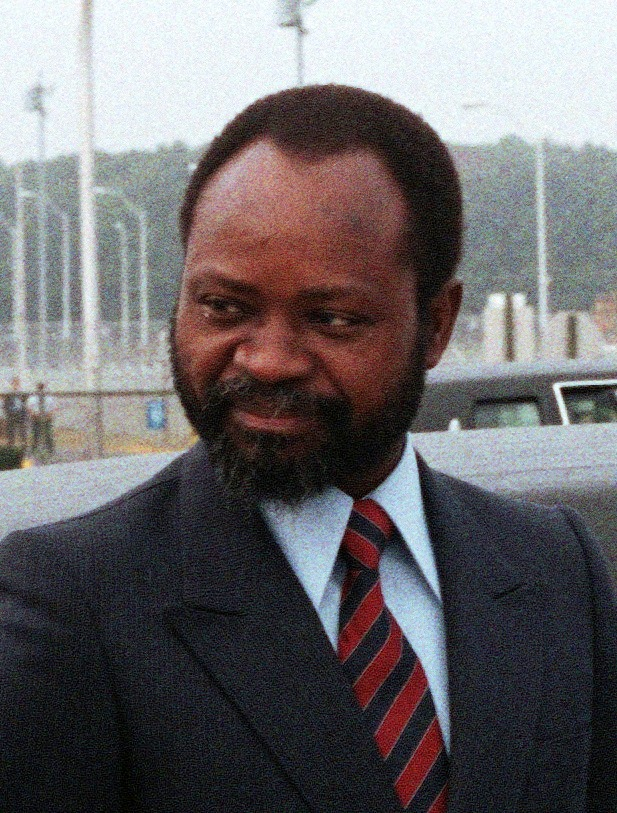
سامورا ماشيل
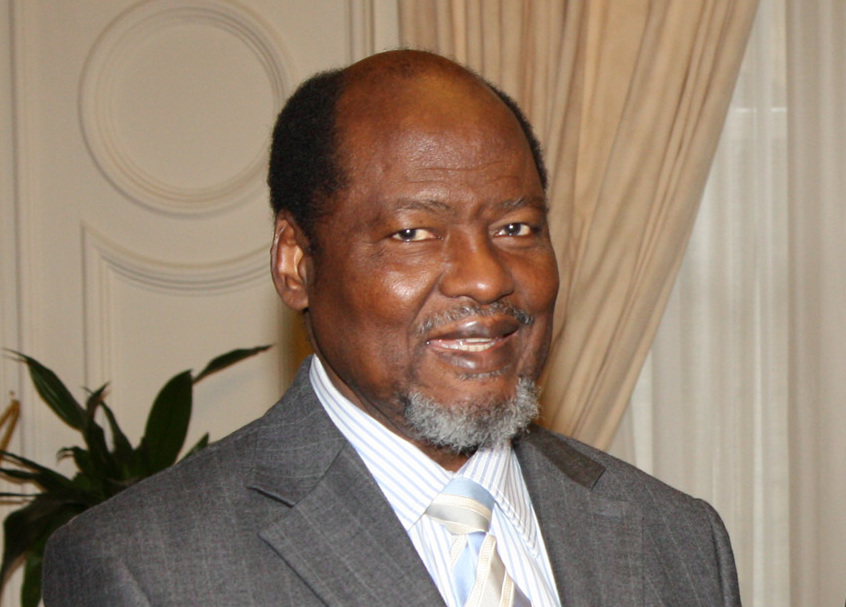
جواكيم شيسانو
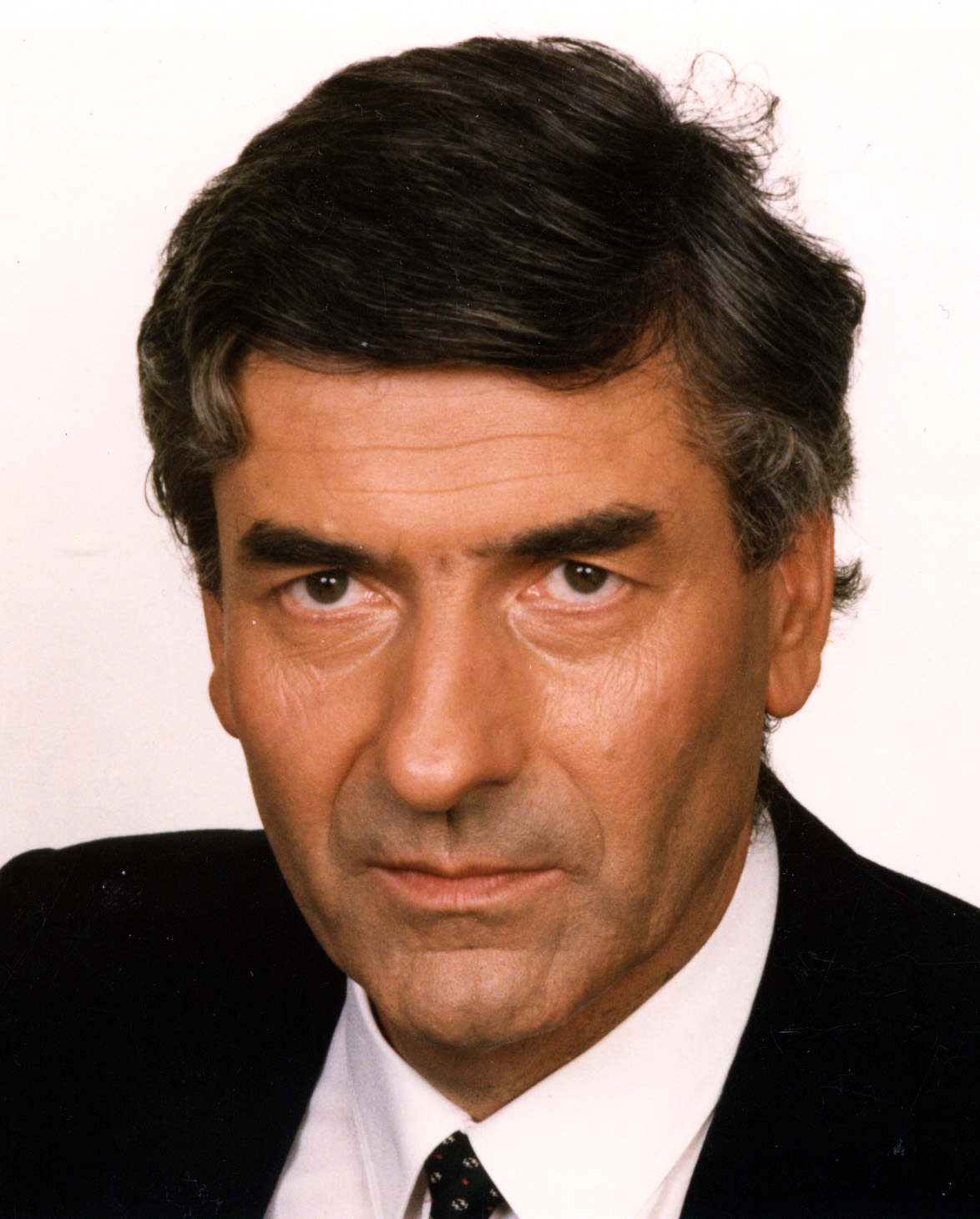
رود لوبرز
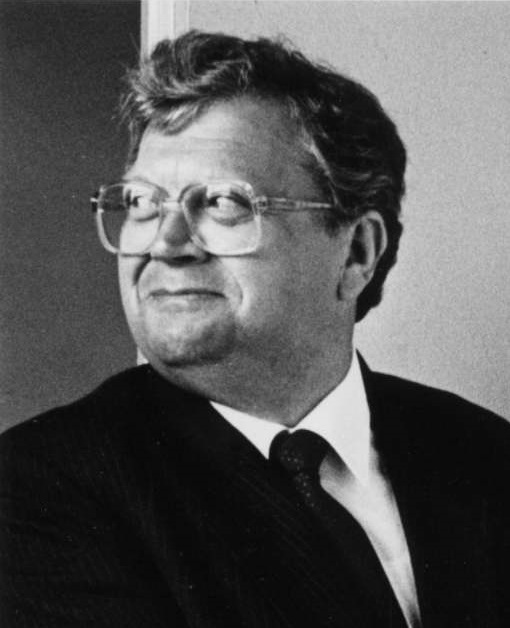
ديفيد لانج
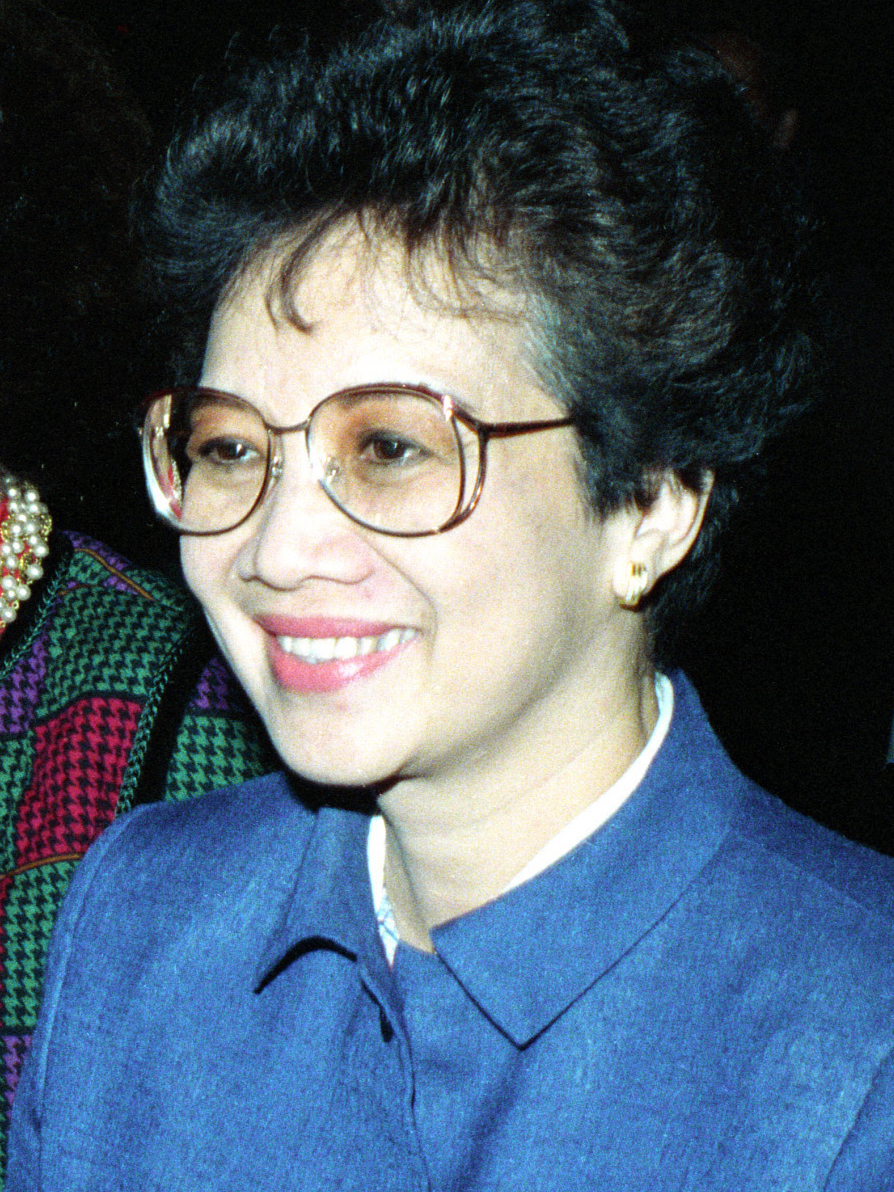
كورازون أكينو
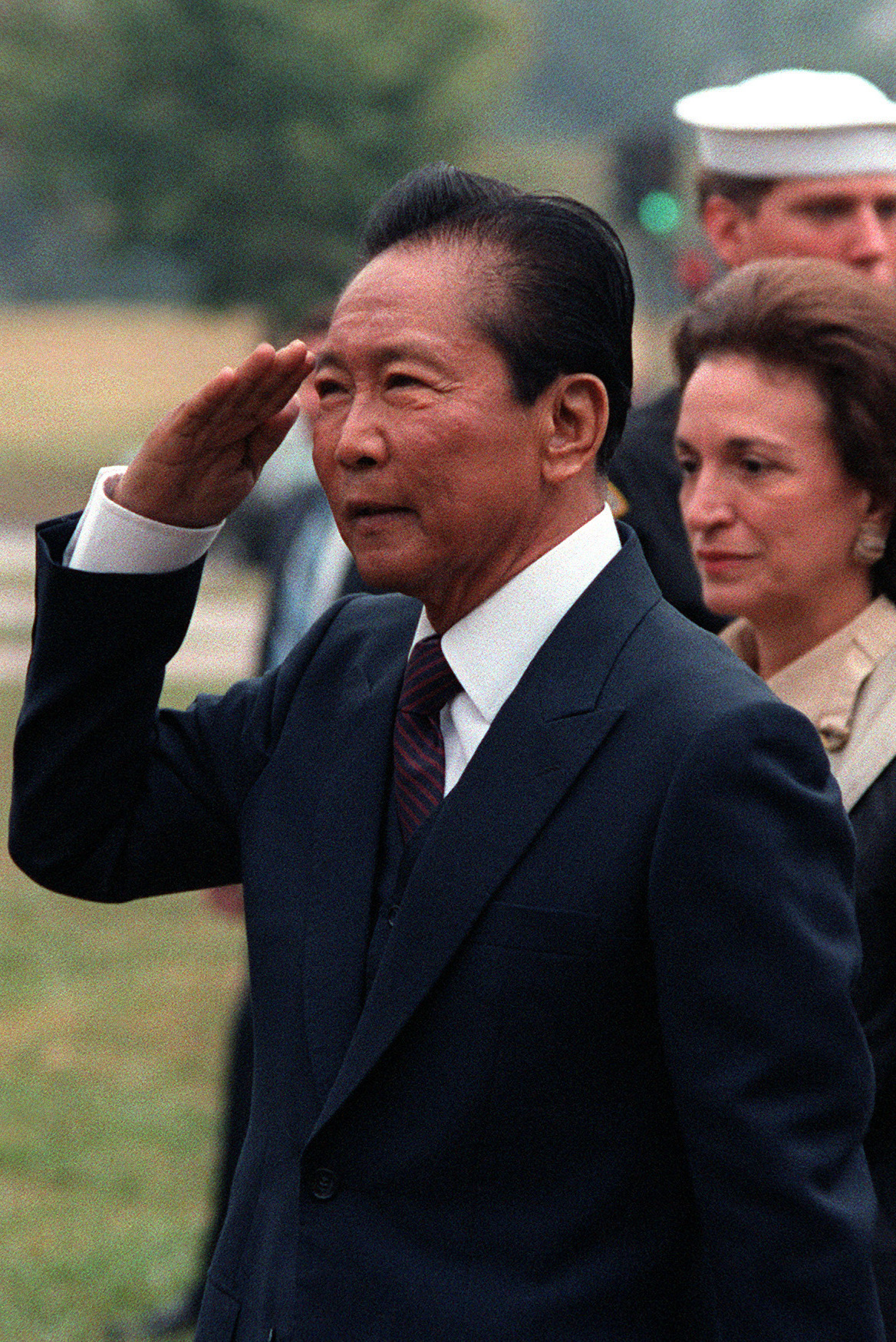
فرديناند ماركوس
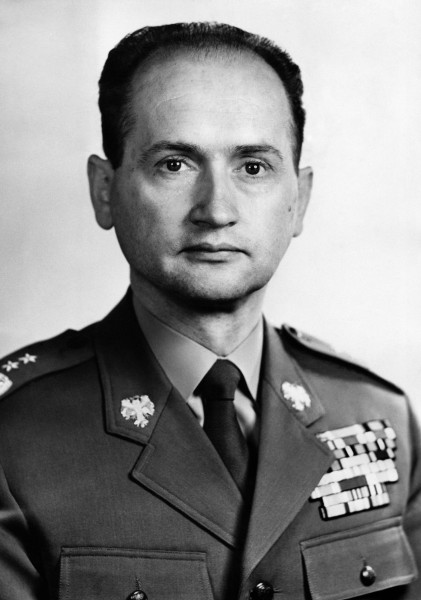
فويتشخ ياروزلسكي
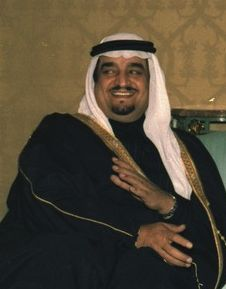
فهد بن عبد العزيز آل سعود
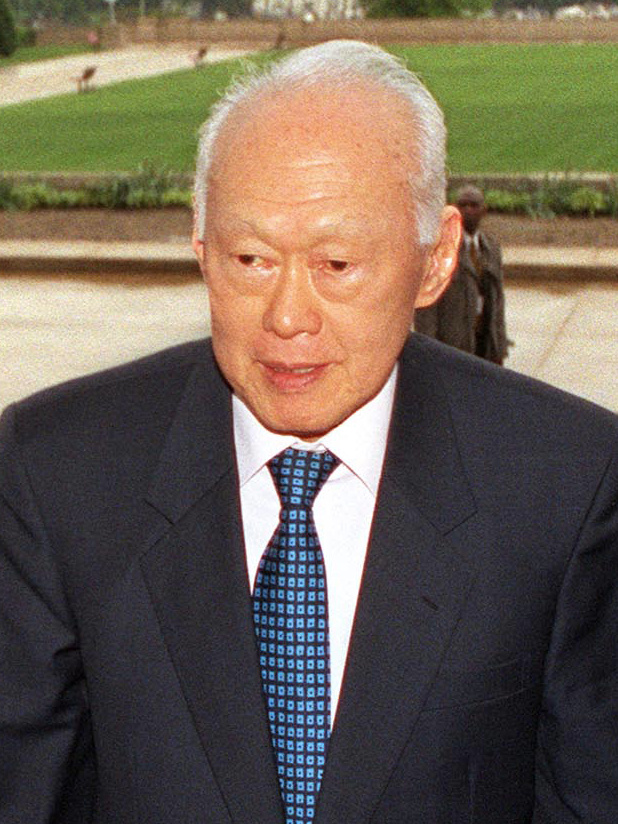
لي كوان يو
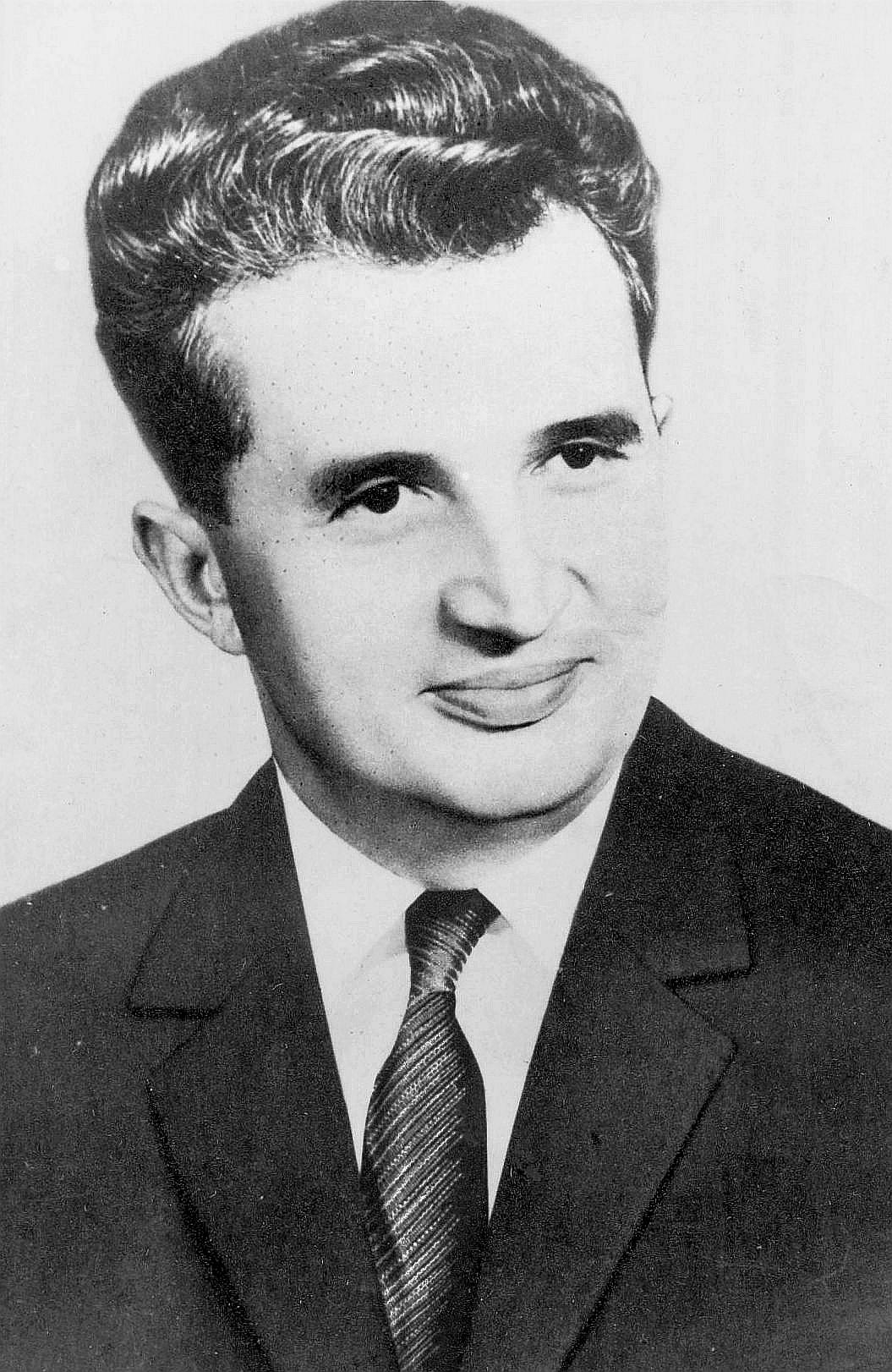
نيكولاي تشاوتشيسكو
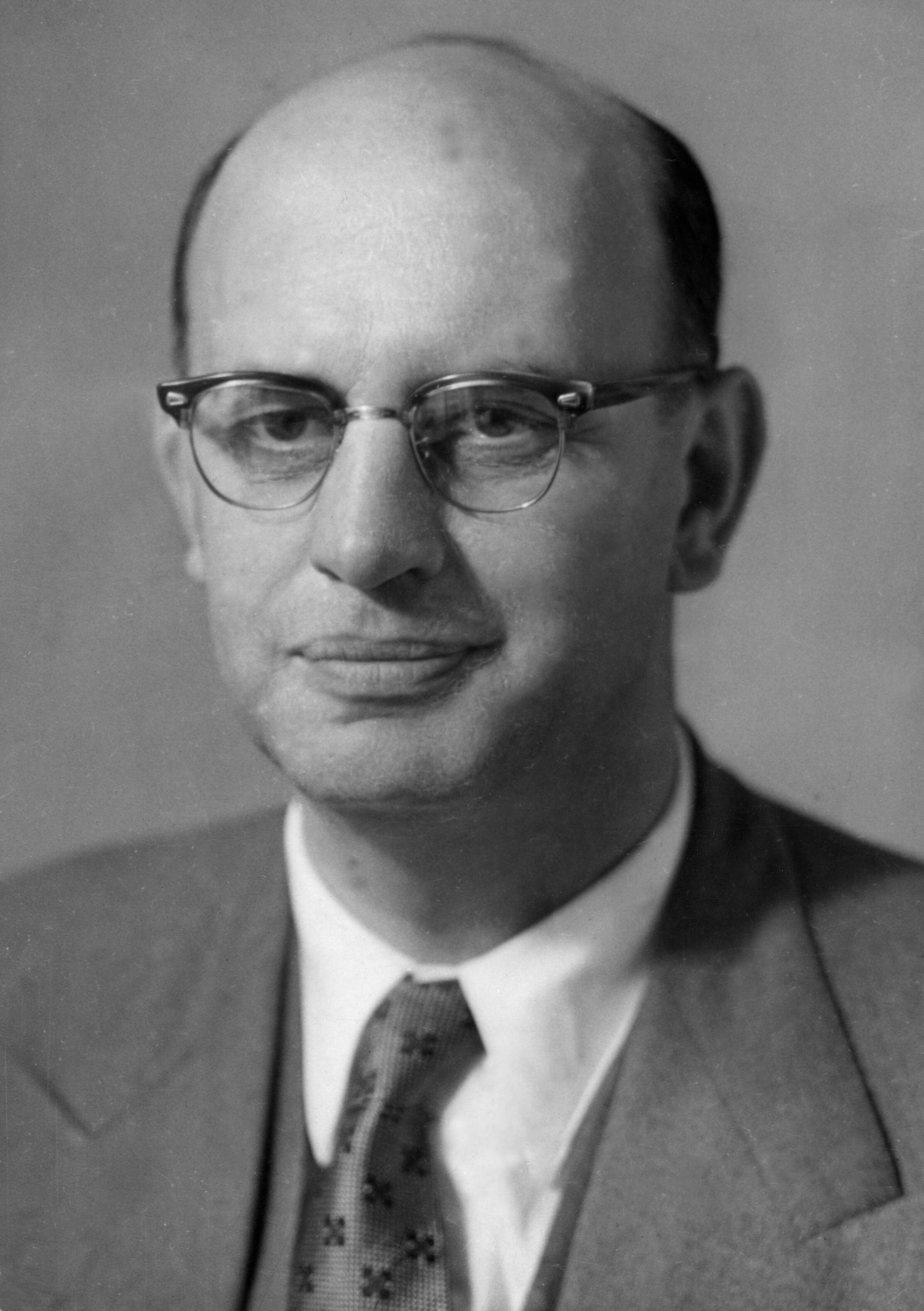
بيتر ويليم بوتا
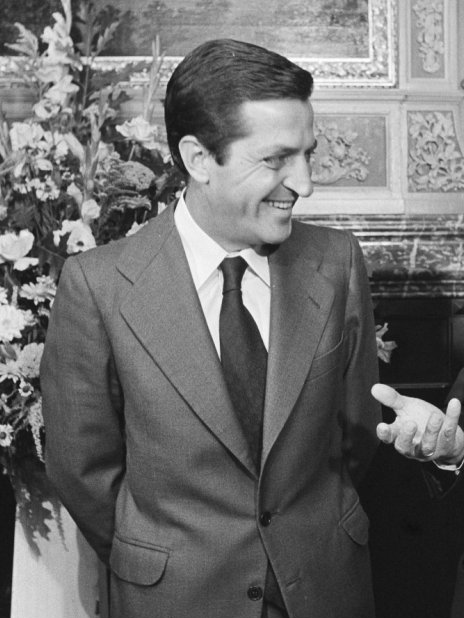
أدولفو سواريث
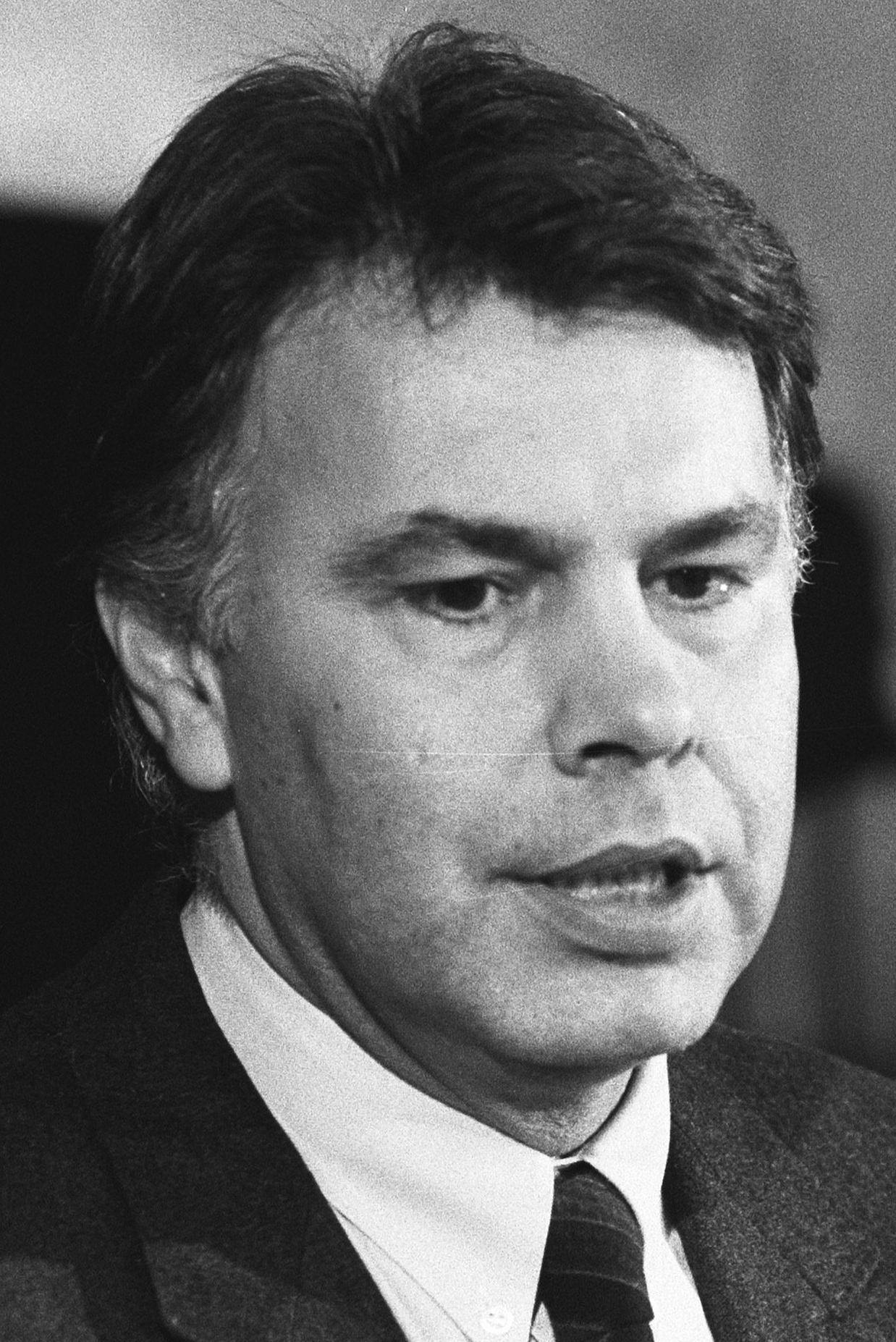
فيليبي غونثاليث
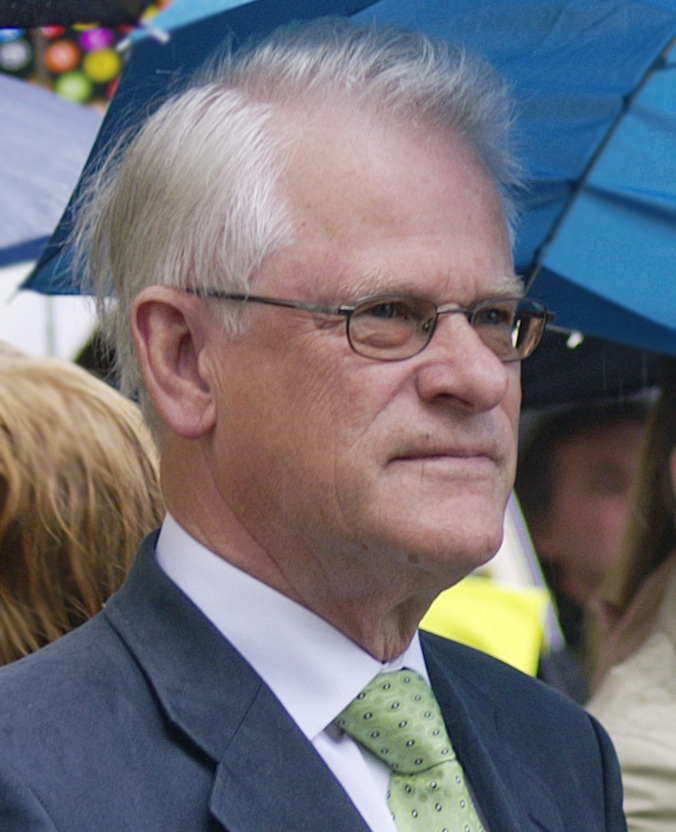
إينغفار كارلسون
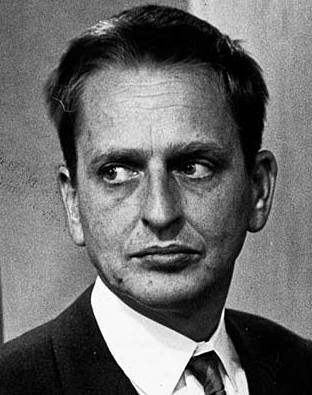
أولوف بالمه
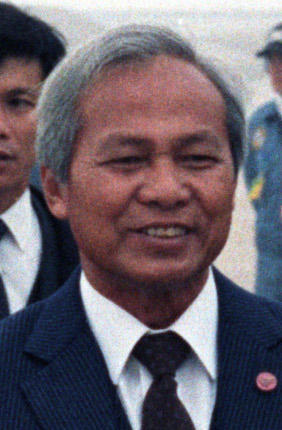
بريم تينسولانوندا
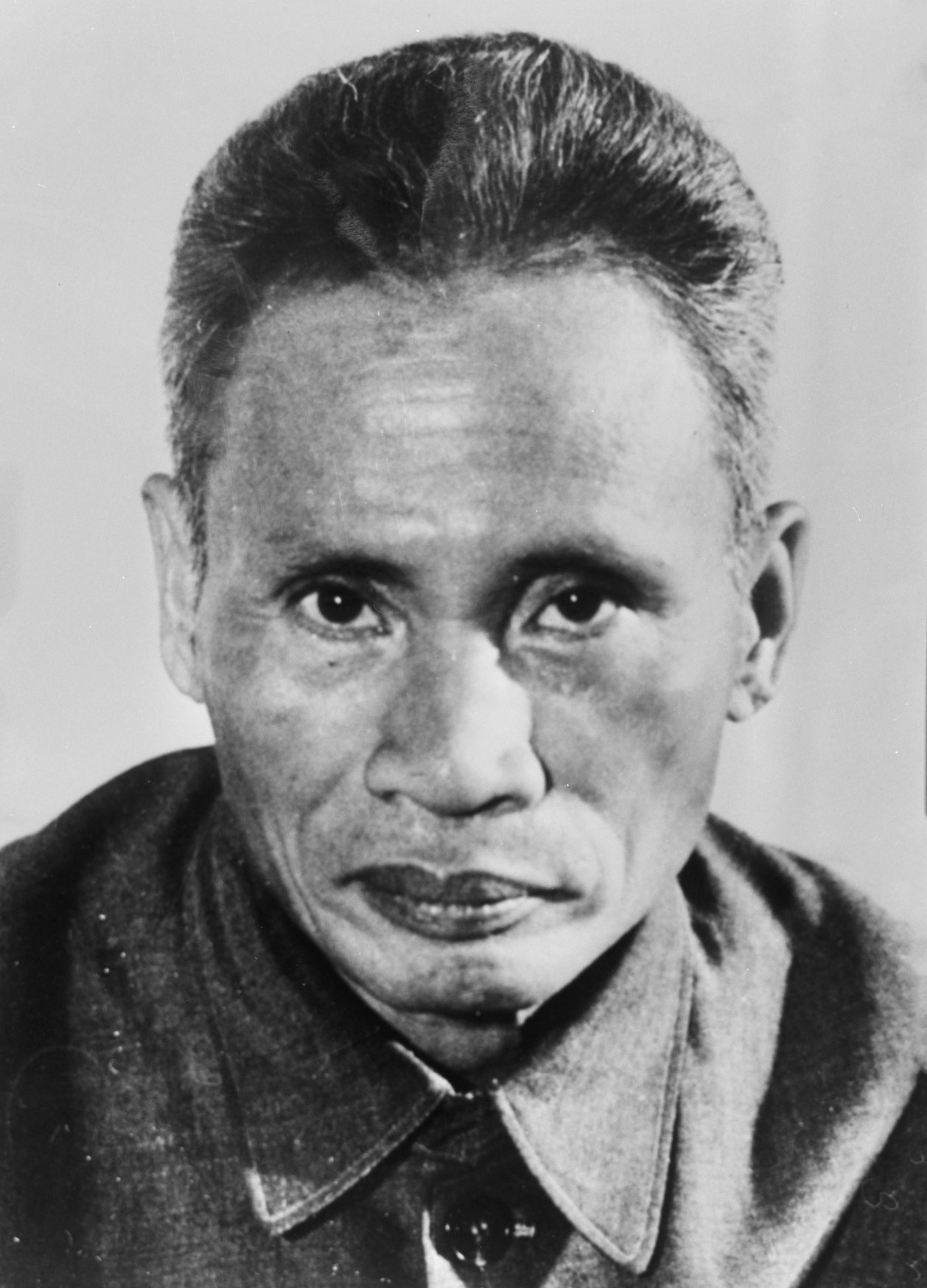
فام فان دونغ
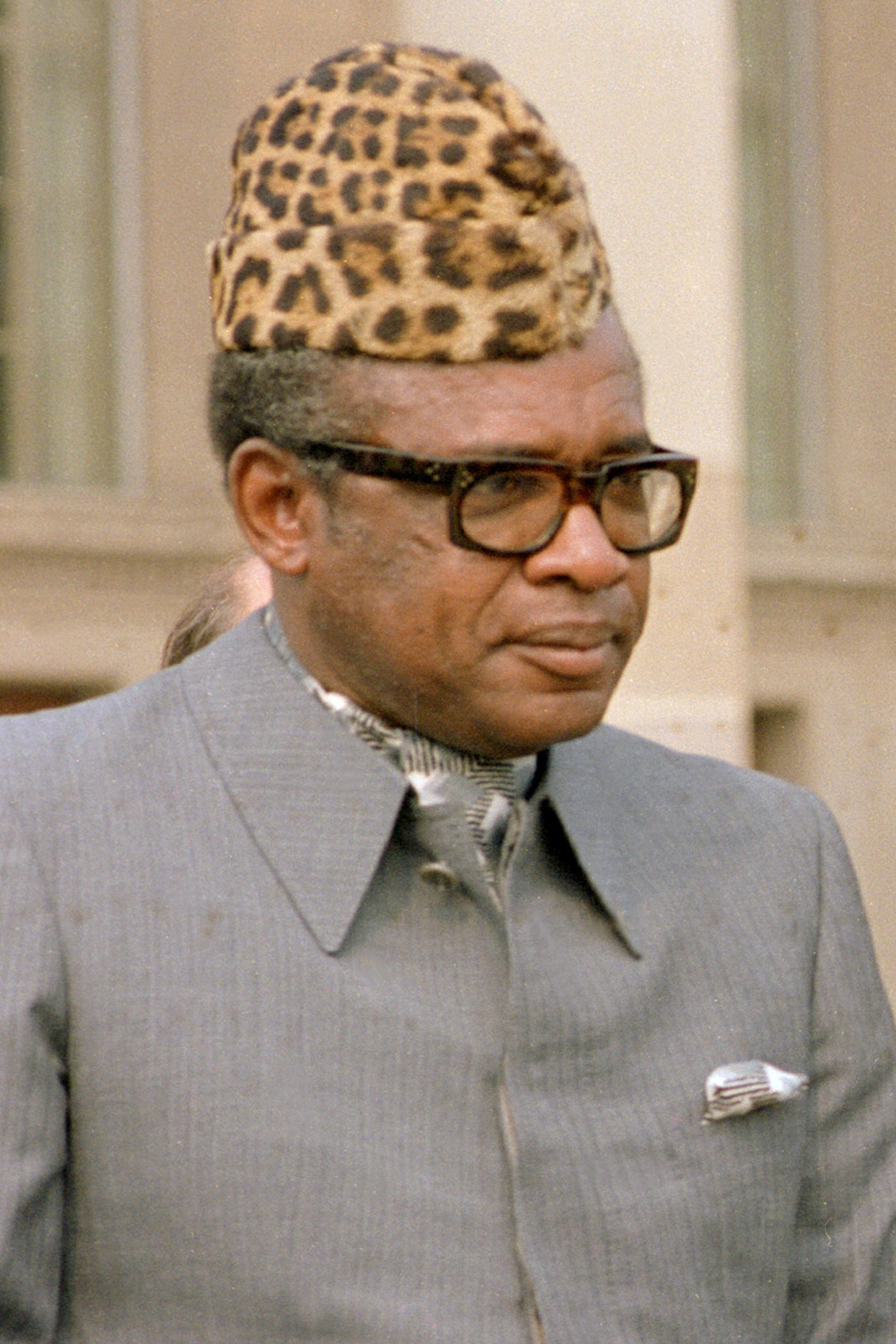
موبوتو سيسي سيكو